# Friedrich-Gymnasium Freiburg
Das Friedrich-Gymnasium (kurz FG) in Freiburg im Breisgau, eine Schule in öffentlicher Trägerschaft, ist ein humanistisches Gymnasium. Es wurde 1904 als zweites altsprachliches Gymnasium in Freiburg unter seinem Namensgeber Großherzog Friedrich I. von Baden gegründet. Das vom Jugendstil beeinflusste denkmalgeschützte Schulhaus entwarf der Karlsruher Architekt Josef Durm. Wegen seiner eigenwilligen Gesamtanlage und des charakteristischen Gebäudes gehört es zu den bedeutenden Kulturdenkmälern in Freiburg. Das Friedrich-Gymnasium hat ein altsprachliches, ein neusprachliches und ein naturwissenschaftliches Profil. Zudem ist das Friedrich-Gymnasium an dem Schulversuch Tablets am Gymnasium beteiligt.

## Geschichte

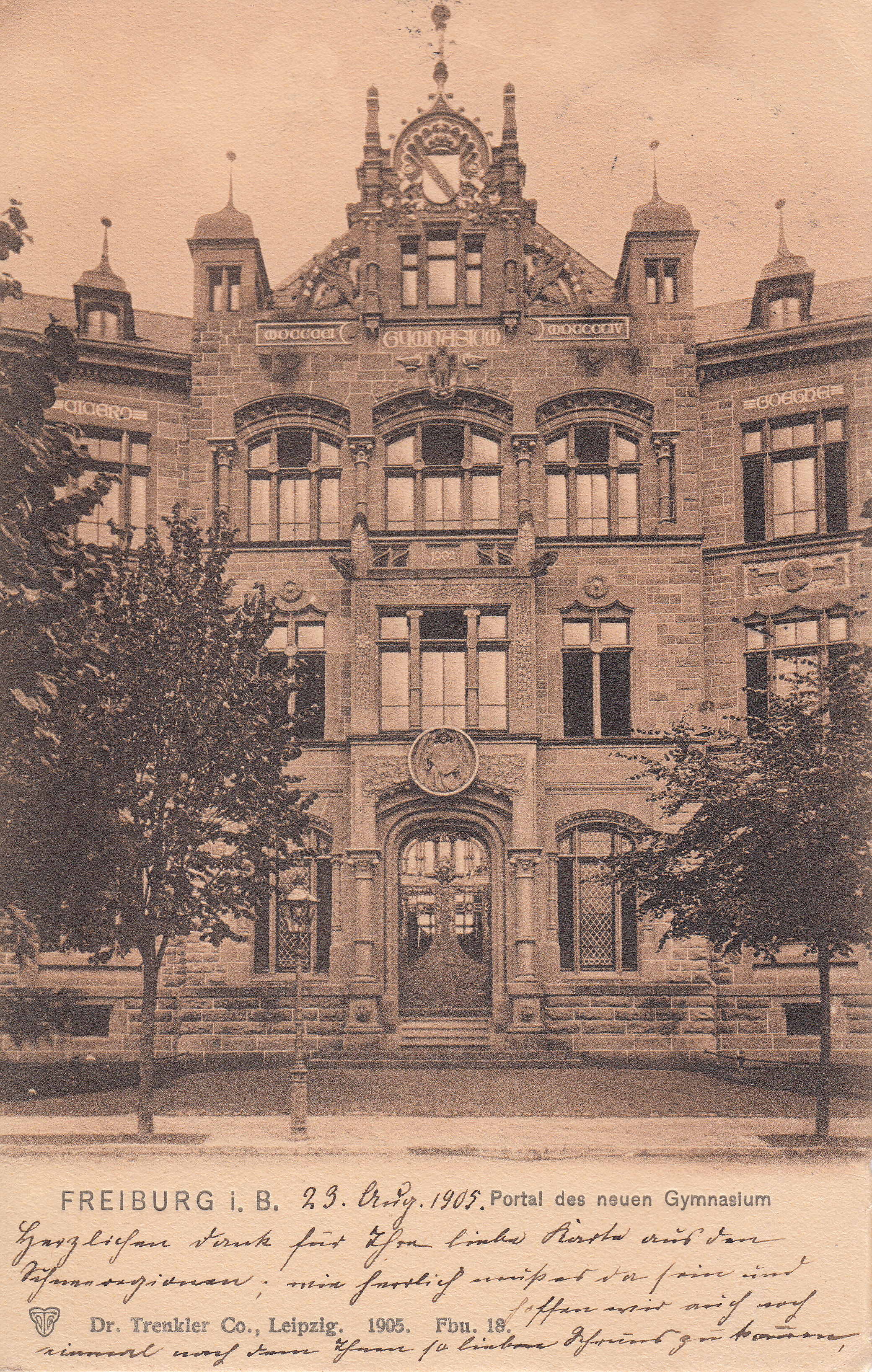
Hauptportal Friedrich-Gymnasium 1905

Bis zum Ende des 19. Jahrhunderts gab es in Freiburg nur ein Gymnasium, das heutige Berthold-Gymnasium, gegründet um 1250. Im Jahr 1900 entschied der badische Landtag aufgrund steigender Schülerzahlen die Einrichtung eines weiteren Gymnasiums in Freiburg. Für den Bau der neuen „Gelehrtenschule“ einigte man sich schnell „wegen der besseren hygienischen Verhältnisse im Norden der Stadt“ auf den prosperierenden Stadtteil Herdern. Die Stadt Freiburg verkaufte dem Land Baden das Grundstück am Aschoffplatz für rund 192.000 Mark. Als Architekt wurde der damals schon bekannte Oberbaudirektor Josef Durm aus Karlsruhe beauftragt, für den Baubeginn das Jahr 1901 festgesetzt. Am 12. September 1904, ein Jahr später als geplant, wurde schließlich das zweite Freiburger Gymnasium, unter dem Namen „Großherzogliches Friedrichs-Gymnasium“ eröffnet.

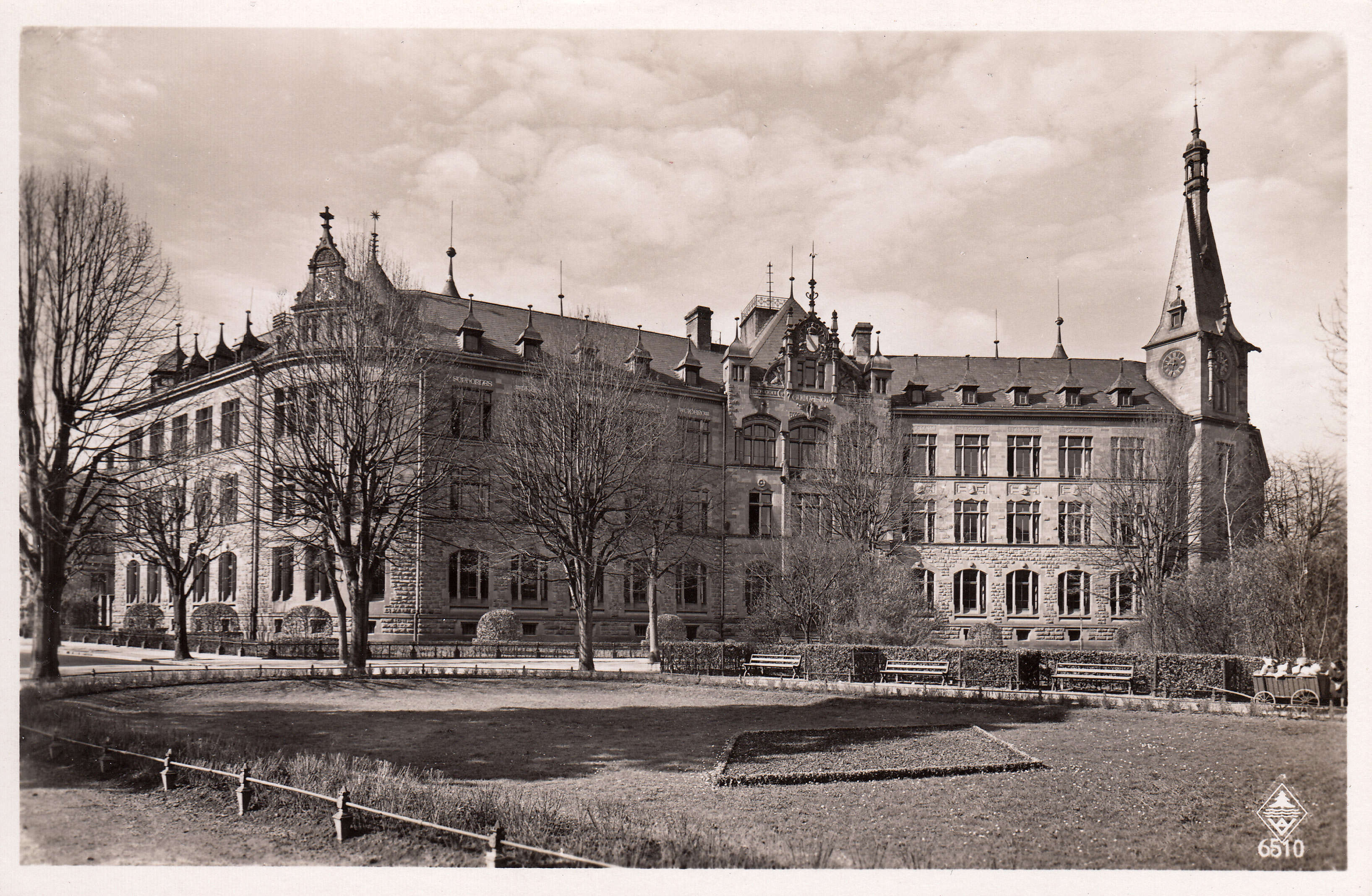
AK Friedrich-Gymnasium (um 1905)
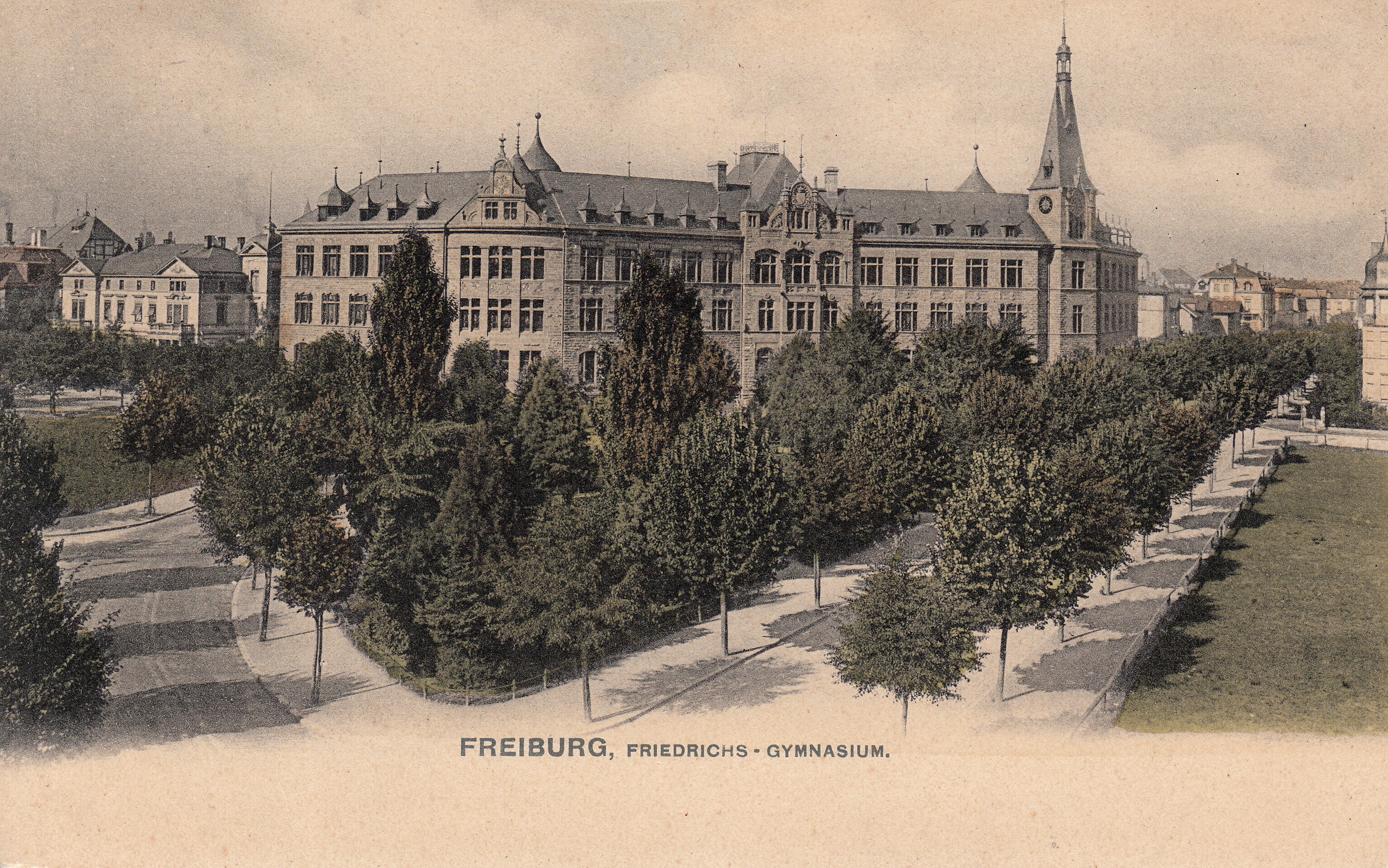
AK Friedrich-Gymnasium Gesamtanlage (um 1905)
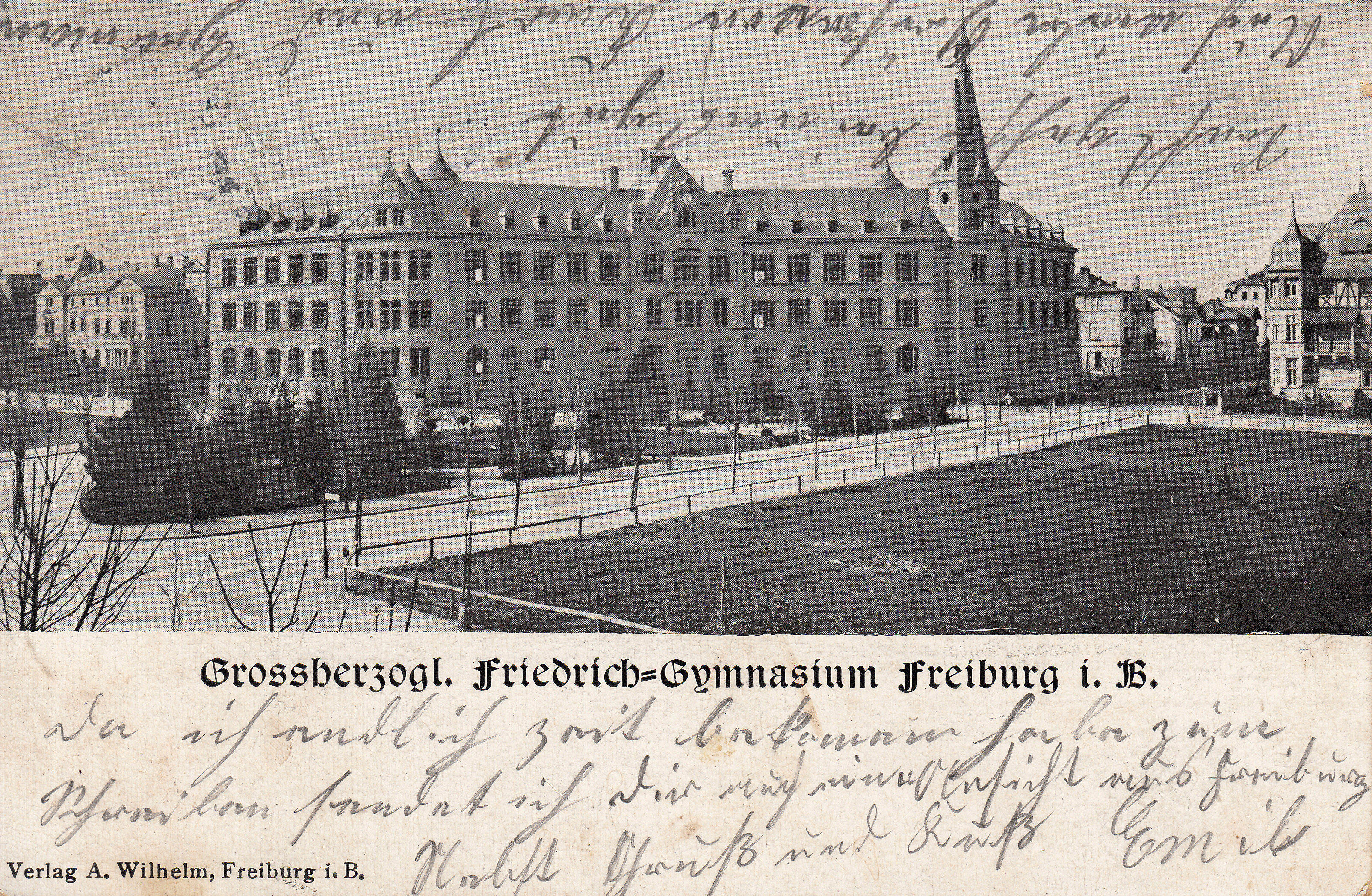
Blick aufs FG (gesehen vom Tivoli-Restaurant)
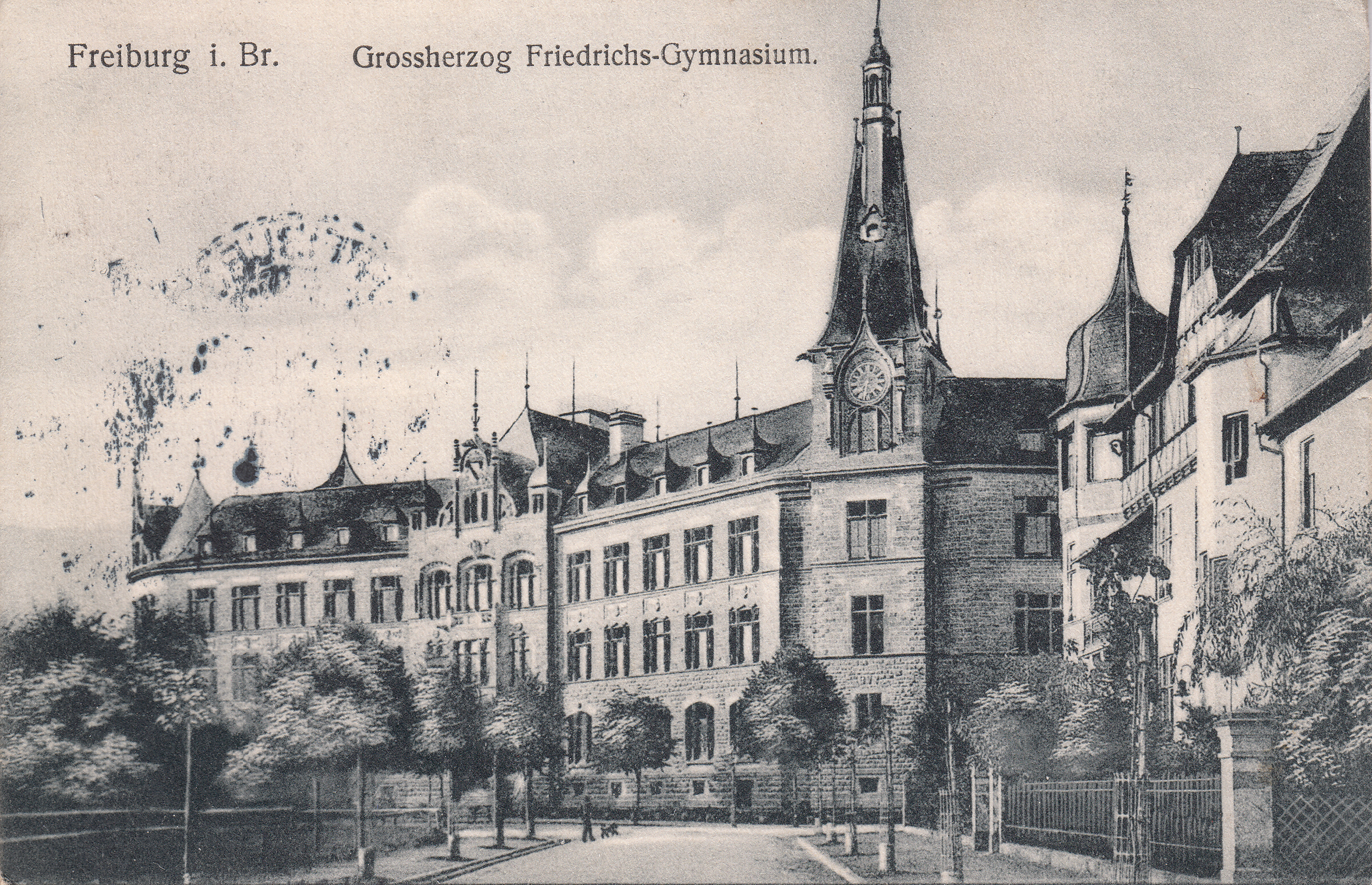
AK Friedrich-Gymnasium mit Glockenturm (vor dem Ersten Weltkrieg)
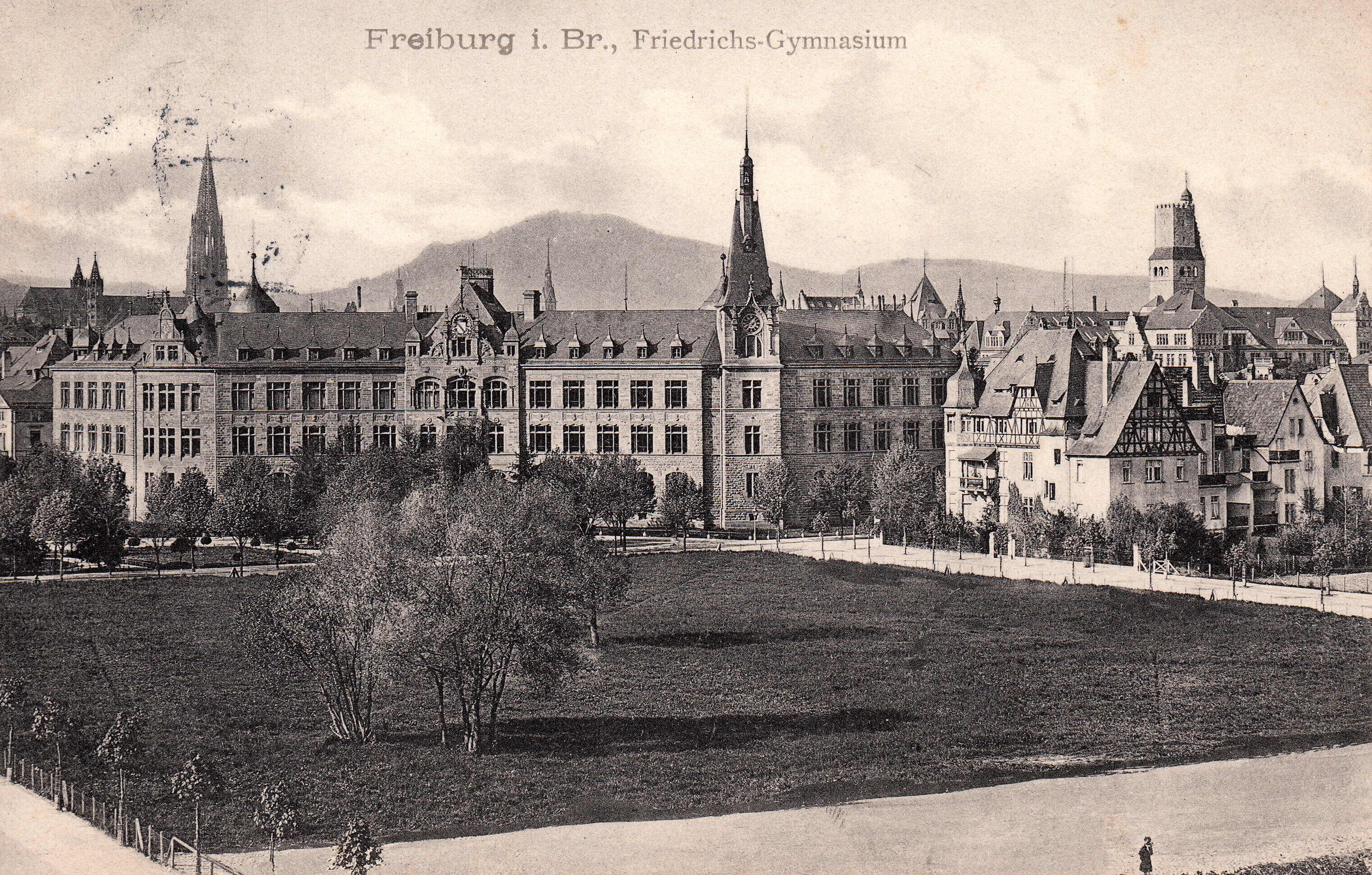
AK Friedrich-Gymnasium Südfassade (vor dem Ersten Weltkrieg)

Das Friedrich-Gymnasium trug in seiner über hundertjährigen Geschichte verschiedene Namen:
- 1904–1944: Großherzogliches Friedrichs-Gymnasium
- 1945–1948: (Deutsches) Gymnasium Freiburg (Zusammenlegung der Freiburger Gymnasien)
- 1948–1965: Berthold-Gymnasium (Das ehemalige Friedrich-Gymnasium wird als „Abteilung Herdern des Berthold-Gymnasiums“ geführt.)
- seit 1965: Friedrich-Gymnasium Freiburg

### Kaiserzeit
Erster Direktor des neuen Gymnasiums mit humanistischer Ausrichtung war Jakob Sitzler, ein Klassischer Philologe. Einen großen Teil, fast die Hälfte der Schülerschaft, stellten damals die aus ländlichen Regionen stammenden Bewohner des Konvikts an der heutigen Habsburgerstraße, während die restlichen Schüler aus meist höhergestellten Beamten- und Professorenfamilien aus Herdern oder anderen Freiburger Stadtvierteln stammten. Unabhängig von den Verhältnissen des Elternhauses musste ein jährliches Schulgeld von 108 Mark aufgebracht werden, was in etwa dem doppelten Schulgeld für den Besuch einer damaligen Oberschule entsprach. Der Unterricht fand von Beginn an koedukativ statt, im Gründungsjahr setzte sich die Schülerschaft allerdings aus 314 Jungen und nur 2 Mädchen zusammen. Gelehrt wurden gewöhnlich acht, in manchem Jahrgang sogar bis zu 14 Stunden Latein pro Woche, jedoch nur zwei Stunden pro Woche ein naturwissenschaftliches Fach. Englisch wurde anders als Französisch nicht besonders zeitintensiv unterrichtet. Eine Schuluniform war üblich, beschränkte sich in Freiburg aber in erster Linie auf das Tragen einer Schulmütze, anhand derer die Klassenstufe, aber auch die Schule des Schülers deutlich wurde. Nur wenige Schüler strebten bis zum Ausbruch des Ersten Weltkriegs eine militärische Laufbahn an. An erster Stelle standen Studiengänge wie Medizin oder, bedingt durch die Bewohner des Konvikts, Theologie.
Noch bis in die 1980er Jahre wohnte der Hausmeister des Friedrich-Gymnasiums (damals Schuldiener) in einer separaten Wohnung im Dachgeschoss des Schulgebäudes. Zu seinen Aufgaben gehörte es neben vielen anderen, Ansagen der Schulleitung und der Lehrer mithilfe eines „Umlaufbuchs“ in den Klassen zu verkünden.

### Erster Weltkrieg

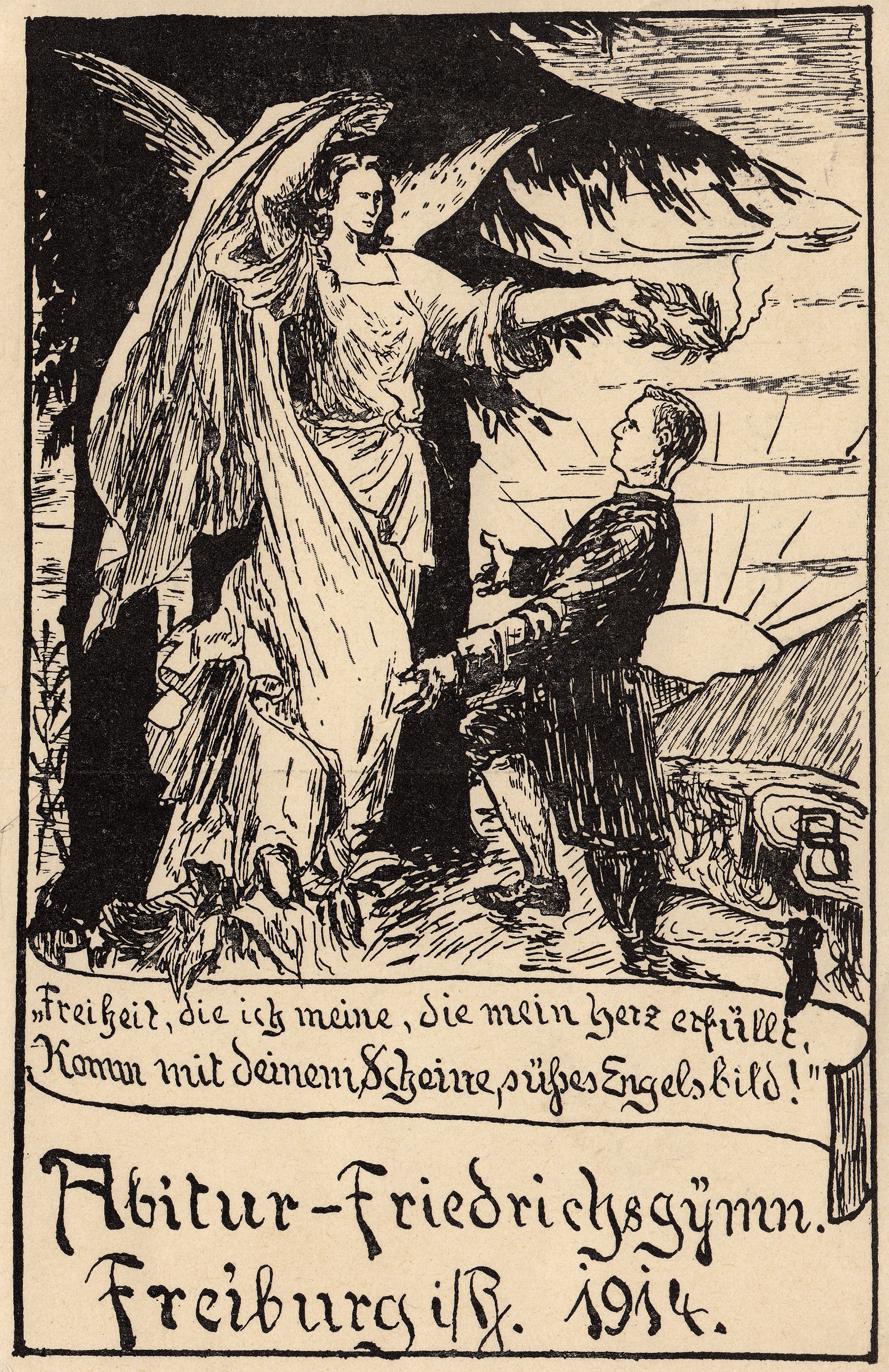
Abiturpostkarte Friedrich-Gymnasium-Jahrgang 1914

Im Juli 1913 wurde die Schulleitung mit Plänen des badischen Innenministeriums konfrontiert, das Gebäude des erst neun Jahre alten Gymnasiums im drohenden Kriegsfall in ein Lazarett umzufunktionieren. Schon kurze Zeit später begannen die heimlichen Umbauten. Im Erdgeschoss wurde eine Küche eingebaut, der Physiksaal im ersten Stock in ein Röntgenzimmer und der Chemiesaal im zweiten Stock als Operationssaal umgewandelt. Im August 1914, nur fünf Tage nach Beginn des Ersten Weltkriegs wurden bereits die ersten Verletzten im neu errichteten „Vereinslazarett im Ausschuss des Roten Kreuzes in der Jakobistraße“ versorgt. Allein in den ersten beiden Kriegsjahren wurden über 1600 Kriegsversehrte in den Räumen des Friedrich-Gymnasiums behandelt.
Der Unterricht wurde ab 1914 eingeschränkt, wenn auch vorerst nicht ausgesetzt. Während im südlichen Teil der Schule operiert wurde, fand in der anderen Hälfte weiterhin Unterricht statt. Im Verlauf des Krieges wurde es zunehmend schwieriger, den Schulbetrieb aufrechtzuerhalten. Der Unterricht musste aufgrund von Fliegerangriffen weiter eingeschränkt werden. Viele Oberprimaner legten im Voraus ihr Abitur ab, um sich freiwillig für den Kriegsdienst zu verpflichten. Auch Mitglieder des Lehrerkollegiums wurden eingezogen oder meldeten sich freiwillig an die Front. Bald beeinträchtigten Mangel an Heizmaterialien und Unterernährung den schulischen Alltag. „Kohleferien“, die zeitweise Schließung der Schule aufgrund von Kohlemangel, waren an der Tagesordnung. Im Jahr 1918 wurde die Schule gezwungen, das Sandsteingebäude am Aschoffplatz zu verlassen und erst provisorisch in Räumlichkeiten der Universität, dann ins Berthold-Gymnasium auszuweichen. Erst zur Jahresmitte 1919 konnte der Schulbetrieb im alten Gebäude wieder regulär aufgenommen werden. Am Ende des Ersten Weltkrieges gab es insgesamt 45 Tote zu beklagen, davon waren 5 Lehrer und 39 Schüler. Eine 1922 im Eingang des Friedrich-Gymnasiums angebrachte Gedenktafel erinnert an die Gefallenen.

### Weimarer Republik
1921 übernahm August Hausrath das Amt des Rektors am Friedrich-Gymnasium. Er hatte als Mitglied der Demokratischen Partei (DDP) eine positive Haltung zur Jugendbewegung und setzte sich für eine Modernisierung der Schule ein. Nach dem Weimarer Schulkompromiss, der in Artikel 146 der Weimarer Reichsverfassung aufgenommen wurde, sollten alle Schultypen künftig „organisch“ verbunden sein. Als Grundlage wurde eine für alle Kinder gemeinsam unterrichtete vierjährige Grundschule eingeführt. Da die Volksschule im Frühjahr das neue Schuljahr begann, verlegte das Friedrich-Gymnasium seinen Schuljahresbeginn ab 1921/1922 von Herbst auf Ostern. Es entstanden Schülerausschüsse, eine Schülerselbstverwaltung und 1921/22 ein erster Elternbeirat.
Als Maßnahme gegen die hohe Arbeitslosigkeit junger Lehrer beschloss das Ministerium 1924, vor 1864 geborene Lehrer zwangsweise zu pensionieren. Dies stieß auf heftigen Widerstand im Lehrerkollegium. Im Gegensatz zu den Oberrealschulen nahm die Schülerzahl am Friedrich-Gymnasium in den Inflationsjahren jedoch nicht ab, was vor allem auf die Zugehörigkeit vieler Eltern zum Bildungsbürgertum zurückzuführen ist. Unter Hausraths Führung wurde 1924 ein botanisch-geologischer Schulgarten angelegt. Von 1925 bis 1929 besaß das Gymnasium ein eigenes Schülerwanderheim auf dem Belchen.

### Nationalsozialismus und Zweiter Weltkrieg

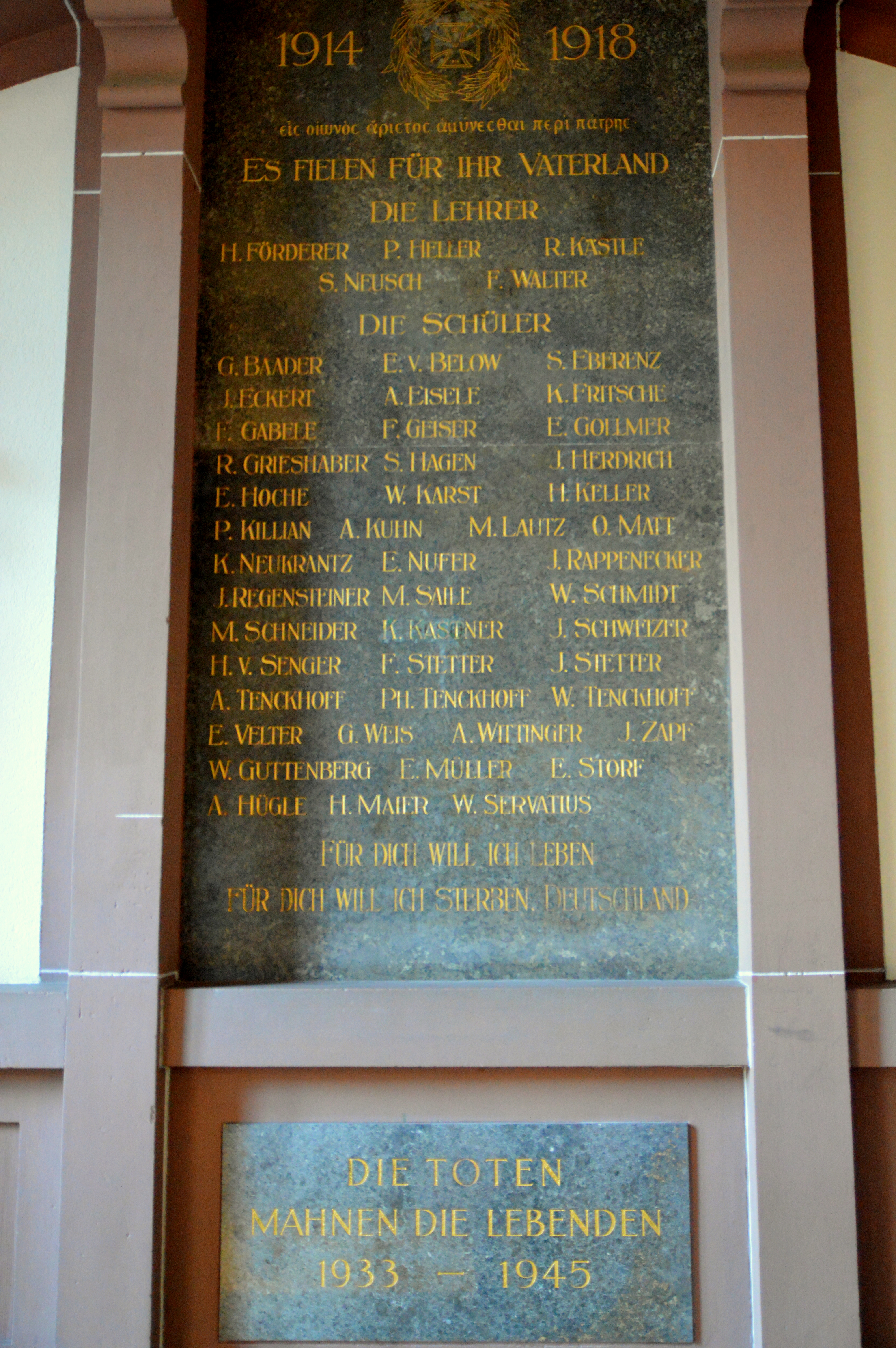
Friedrich-Gymnasium, Eingangshalle mit Gedenktafeln

Die Gleichschaltung im Nationalsozialismus machte auch vor dem humanistischen Friedrich-Gymnasium nicht halt. Ein Assessor und zwei Professoren wurden in den Jahren 1934 und 1937 nach § 4 des Gesetzes zur Wiederherstellung des Berufsbeamtentums aus dem Dienst entlassen. Dem Kollegium gehörten aber auch begeisterte Anhänger des Nationalsozialismus an, darunter ein höherer SA-Funktionär. Ab 1936 mussten alle Lehrer regelmäßig an NS-ideologischen Schulungslagern des Nationalsozialistischer Lehrerbundes teilnehmen.
Jüdische Schüler wurden 1938 der Schule verwiesen. Ein Beispiel hierfür ist Heinrich Rosenberg, der das Friedrich-Gymnasium von 1933 bis 1938 besuchte und im Oktober 1940 in das Pyrenäenlager Gurs deportiert wurde, bevor er 1942 in Auschwitz ermordet wurde.
Am 5. März 1940 wurde das Gebäude des Friedrich-Gymnasiums von der Wehrmacht beschlagnahmt. Bereits zum zweiten Mal in der Geschichte des nun 35 Jahre alten Friedrichs-Gymnasiums mussten Schüler und Lehrer in andere Räumlichkeiten in Freiburg ausweichen, diesmal in das Gebäude der Ludendorff-Schule (das spätere Kepler-Gymnasium). Inzwischen waren zwölf Lehrer und der Direktor Ernst Brühler zum Kriegsdienst einberufen worden, wobei Brühler durch Emil Imm und später durch Friedrich Laube aus Breisach vertreten wurde. Die fehlenden Lehrer wurden nur unzureichend ersetzt. Mit Kriegsbeginn fand Unterricht zunehmend unregelmäßig statt, im Winter 1939/40 wurde das Friedrich-Gymnasium wegen Kohlemangel vorübergehend geschlossen. Als am 10. Mai 1940 der Westfeldzug begann, war Freiburg nicht mehr nur „Heimatfront“, sondern befand sich erstmals in unmittelbarer Nähe des Kriegsgeschehens. Infolgedessen wurden die Schüler bis zum 20. Juli 1941 in Zwangsferien geschickt. In den darauf folgenden Monaten fanden täglich nicht mehr als vier Unterrichtsstunden pro Klasse statt. 1941 konnten die Schüler das Gebäude am Aschoff-Platz wieder beziehen und durch ein „Langschuljahr“ sollte versäumter Unterricht nachgeholt werden. Die Einrichtung des humanistischen Gymnasiums war unter den Nationalsozialisten allenfalls geduldet, zwei Schulen dieser Art am Standort Freiburg waren in den Augen der nationalsozialistischen Machthaber zu viel. Zum Schuljahr 1941/42 wurde das Berthold-Gymnasium geschlossen, seine Räumlichkeiten wurden der Universität zur Verfügung gestellt. Die Klassen wurden an das Friedrich-Gymnasium überwiesen, wodurch die Schülerzahl von 322 im Schuljahr 1938/39 auf 483 im Schuljahr 1941/42 anstieg. Im Verlauf des Zweiten Weltkriegs traten immer mehr Schüler noch vor den Abiturprüfungen in die Wehrmacht ein. Sie bekamen daraufhin ein Notabitur verliehen. Im Schuljahr 1940/41 legten nur noch 24 Schüler ihre Abiturprüfung ab, mehr als die Hälfte (insgesamt 35 Schulabgänger) traten anschließend in die Wehrmacht ein. In der Nacht des 27. November 1944 wurde Freiburg in der Operation Tigerfish durch das britische Bomber Command flächendeckend bombardiert. Während das Berthold-Gymnasium mit großen Teilen der Freiburger Innenstadt zerstört wurde, überstand das Friedrich-Gymnasium den Angriff nahezu unbeschadet. Erst bei einem weiteren Bombenangriff kurz vor Kriegsende am 1. März 1945 verursachten Brandbomben Schäden am Schulgebäude. Zwei Drittel der Fensterscheiben, darunter auch die monumentalen Buntglasarbeiten von Fritz Geiges, wurden durch die Druckwelle zerstört.
Das letzte Kriegs-Schuljahr begann am 4. September 1944, endete jedoch schon zwei Monate später. „Wegen Arbeitseinsatzes für den totalen Krieg [sind] die Schulen geschlossen“, lautete die letzte Benachrichtigung an die Schulen. Das Friedrich-Gymnasium erlitt, abgesehen von den zerstörten Fenstern und einem verwüsteten Inventar nur geringfügige materielle Schäden. 82 Schüler und Lehrer waren im Krieg entweder im Kampfeinsatz gefallen oder galten als vermisst. Am 2. November 1948 wurde eine Gedenktafel für die gefallenen und vermissten Lehrer und Schüler des Friedrich-Gymnasiums und des Berthold-Gymnasiums eingeweiht. Sie hing damals vor dem Rektorat des Friedrich-Gymnasiums und befindet sich heute im Berthold-Gymnasium.

### Nachkriegszeit unter französischer Besatzung

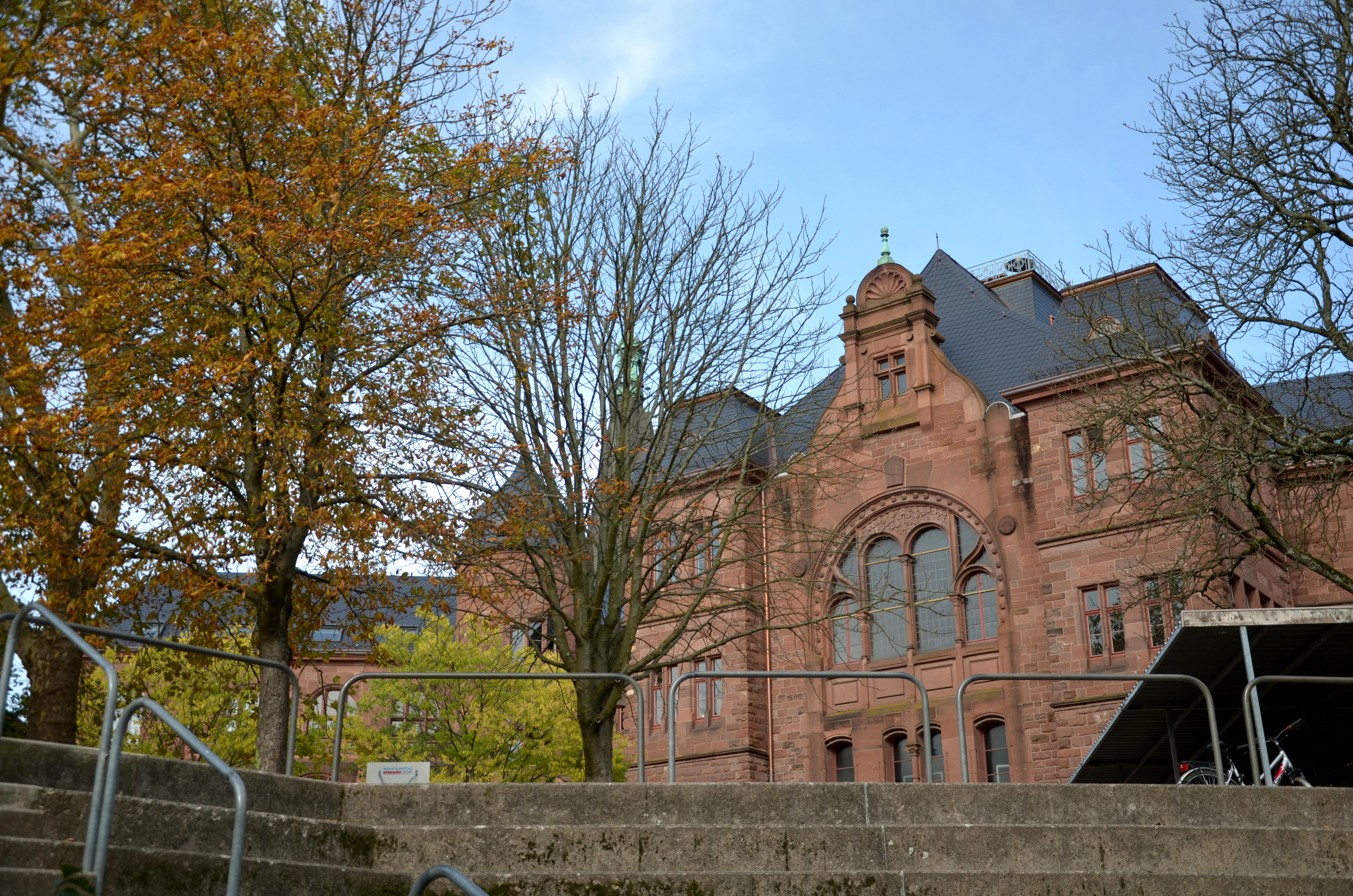
Friedrich-Gymnasium Freiburg, Rückseite (Südseite) mit Schulhof

Mit Beginn der Besatzungszeit am Ende des Zweiten Weltkrieges ging die französische Militärregierung dazu über, zahlreiche Straßen und Gebäude in Freiburg umzubenennen. Aus dem Friedrich-Gymnasium wurde das „Gymnasium Freiburg“. Im Zuge der Entnazifizierung wurden als „belastet“ eingestufte Lehrer am Friedrich-Gymnasium verhaftet und interniert. Insgesamt wurde knapp ein Drittel der gesamten Lehrerschaft entlassen. Mit nur elf von der Militärregierung zugelassenen Lehrern nahm das Friedrich-Gymnasium 1945 mit seinen rund 600 Schülern den Unterrichtsbetrieb wieder auf. Der neu eingesetzte Direktor Max Breithaupt sah sich zu Beginn seiner Amtszeit zudem mit gravierenden Beschädigungen des Schulhauses konfrontiert, die Schule verfügte über kein einziges intaktes Fenster mehr. In einem Bericht an das Landratsamt vom August 1945 schilderte er die Lage: „Das Dach hat einige Beschädigungen […] durch die Wasser eindringt […], die meisten Schlösser und Türen sind durch rohe Gewalt entfernt oder unbrauchbar geworden.“ Beschädigungen des Schulhauses, zerstörtes Inventar, unhygienische Gesamtsituation (das Friedrich-Gymnasium hatte in den letzten Kriegsmonaten als Lazarett, schließlich als Kaserne gedient), Mangel an Heizmaterialien und der Zusammenbruch der Lebensmittelversorgung beeinträchtigten den Schulbetrieb erheblich.
Im Jahre 1947 waren 2200 Schüler im Gebäude am Aschoffplatz untergebracht: Mehrere Freiburger Schulen mussten sich aufgrund der französischen Okkupation ihrer Schulen das Schulgebäude des Friedrich-Gymnasium im Schichtbetrieb teilen. Am 26. September 1948 entschied das noch junge Kultusministerium, die Freiburger Schullandschaft neu zu strukturieren. Das „Gymnasium Freiburg“ wurde durch den ministeriellen Erlass von Staatspräsident Leo Wohleb, einem ehemaligen Schüler des Berthold-Gymnasiums, in Berthold-Gymnasium umbenannt. Direktor Breithaupt hatte sich vergeblich für den Namen „Humanistisches Gymnasium Freiburg“ eingesetzt, das Friedrich-Gymnasium existierte nominell nicht länger. Die demokratische Durchdringung der jungen Bundesrepublik machte sich bald auch am Berthold-Gymnasium/Friedrich-Gymnasium bemerkbar. Elternbeirat, Schülermitverwaltung und Schülerzeitung wurden neu gegründet, ein Schülerparlament wurde von Schülern eingerichtet. In den frühen fünfziger Jahren wurden die Bedingungen für die Reifeprüfung gelockert, das Zentralabitur der ehemaligen Französischen Zone jedoch beibehalten. Nach der Öffnung der Französischen Zone waren 98.000 Heimatvertriebene nach Südbaden gekommen. Ihr Anteil am Berthold-Gymnasium (Friedrich-Gymnasium) entsprach bald einem Zehntel der Schülerschaft.
1953 war die Schülerzahl auf mehr als 700 angestiegen und mit dem Mädchen-Gymnasium (dem späteren Droste-Hülshoff-Gymnasium), das auf seinen Neubau wartete, wurde zwischenzeitlich eine weitere Schule im Sandsteingebäude am Aschoffplatz untergebracht. Man behalf sich mit Schichtunterricht: Im Wochenwechsel hatte jeweils eine der Schulen vormittags, die andere nachmittags Unterricht. Die Raumnot war unübersehbar, es mussten dringend mehr Klassenzimmer geschaffen oder das Gebäude musste durch Auslagerung einer der Schulen entlastet werden. Einige Klassen des Berthold-Gymnasiums/Friedrich-Gymnasiums wurden in die benachbarte Tivoli-Volksschule ausgelagert. Schließlich entschied sich die Stadt Freiburg nach öffentlicher Kritik an der Schulpolitik durch Eltern und Medien, das Berthold-Gymnasium/Friedrich-Gymnasium in zwei humanistische Gymnasien aufzuspalten und für das Berthold-Gymnasium einen Neubau zu errichten. Nachdem dieses 1958 sein neu errichtetes Schulhaus in der Hirzbergstraße bezogen hatte, arbeiteten Mitglieder der Schulgemeinschaft des Friedrich-Gymnasiums, der so genannten damaligen „Abteilung Herdern des Berthold-Gymnasium“, intensiv auf eine neuerliche Eigenständigkeit der Schule im angestammten Gebäude hin.

### Entwicklung ab den 1960er Jahren
Am 19. November 1965 wurde das Friedrich-Gymnasium erneut eigenständig und unter eigenem Namen wiedereröffnet. Anlässlich der Neugründung wurde der neue Schuldirektor Seyfarth ernannt und 1966 konnte auch das neue Droste-Hülshoff-Gymnasium einen eigenen Neubau im Herderner Musikerviertel beziehen. Das Schulgebäude wurde umfangreich renoviert und 1968 konnte das Friedrich-Gymnasium den Schulbetrieb erstmals wieder ohne Einschränkungen aufnehmen. Im Folgejahr bot die Schule erstmals einen neusprachlichen Zug an, der es ermöglichte ab der Obertertia (heute: Klasse 9) Französisch an Stelle von Altgriechisch zu wählen.
Zu Beginn des Schuljahres 1982/1983 wurde die bisher für den Schulsport genutzte Aula durch eine neue Sporthalle auf der gegenüberliegenden Seite des Pausenhofs ersetzt. Das nach Plänen des Architekten Rolf Disch errichtete Gebäude ist in die Erde versenkt, sodass das Dach der Halle nur wenige Meter über die Bodenhöhe reicht.
2008 wurden die Räume unterhalb der Aula spendenfinanziert zum Schüleraufenthaltsraum, dem so genannten „Fundament“, ausgebaut. Aufgrund der Einführung des achtjährigen Gymnasiums und interner Verwerfungen unter dem damaligen Schulleiter sank die Schülerzahl von circa 500 Schülerinnen und Schülern im Jahr 2010 auf circa 350 im Jahr 2013. Sinkende Anmeldezahlen führten 2013 zur Bildung von nur einer neuen 5. Klasse. Seit 2015 stieg die Zahl der Neuanmeldungen wieder signifikant an. Heute ist das Friedrich-Gymnasium fast durchgehend dreizügig.

## Gebäude des Friedrich-Gymnasiums

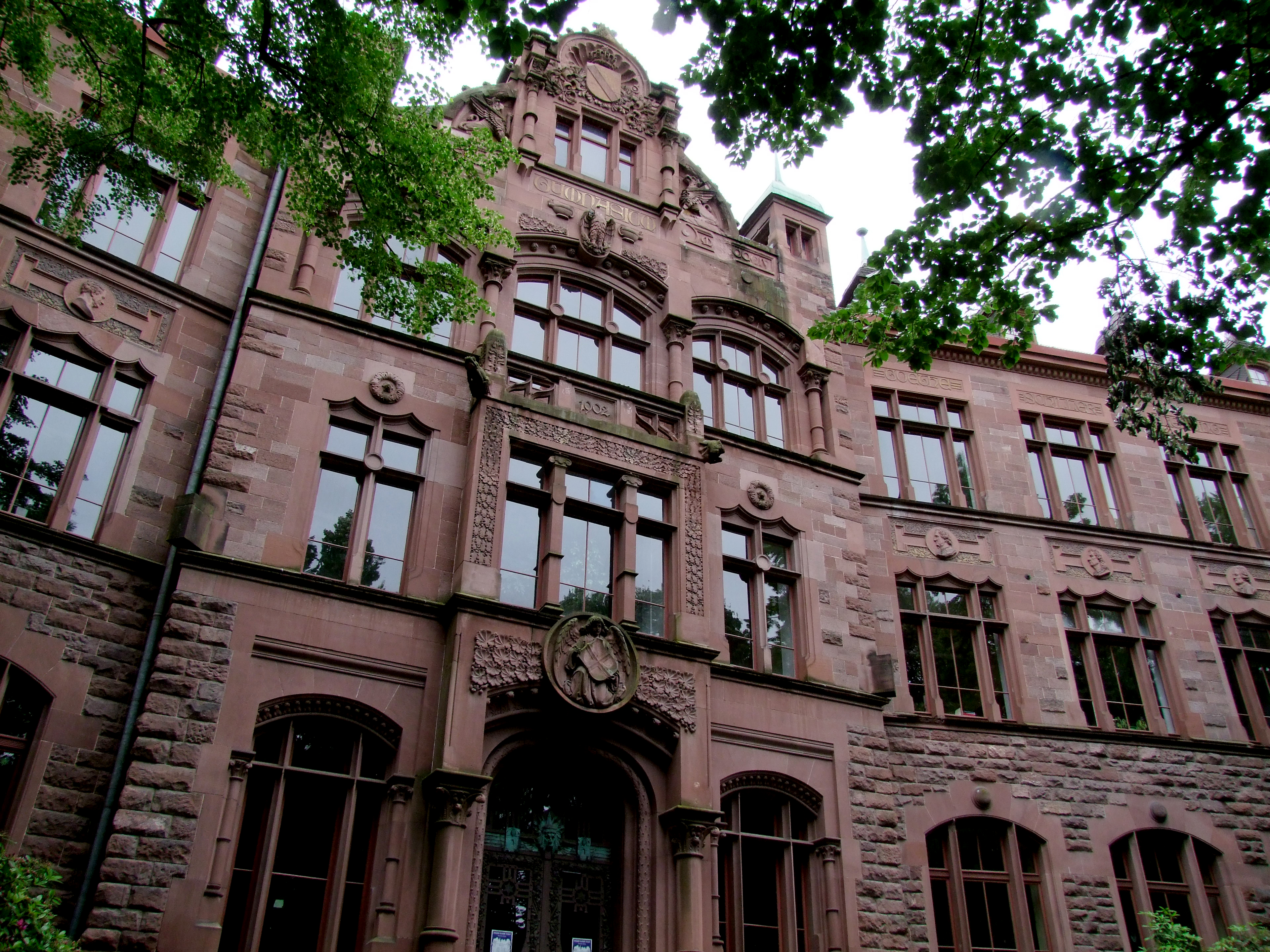
Fassade – Nordseite
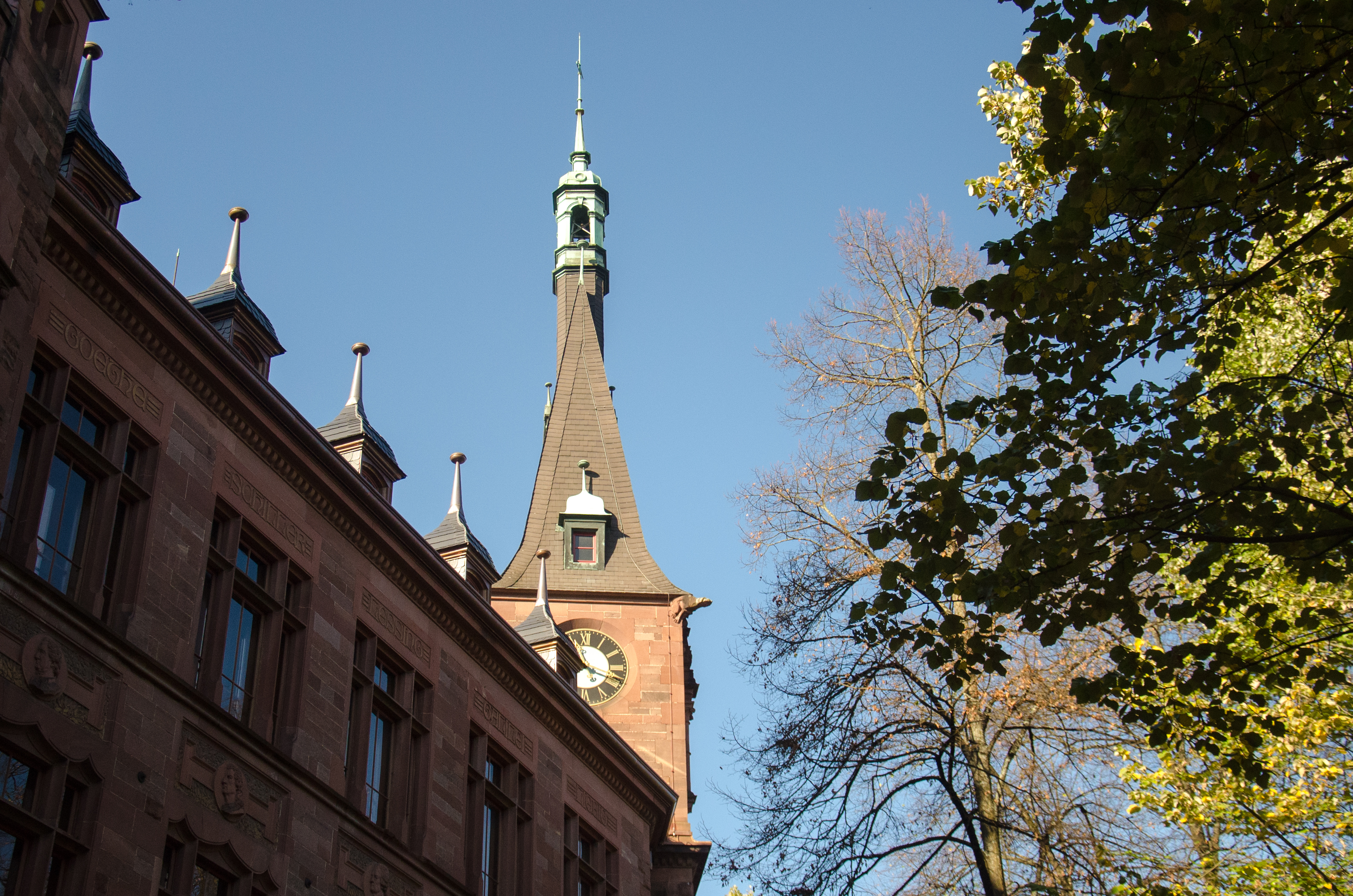
Turm – Nordseite
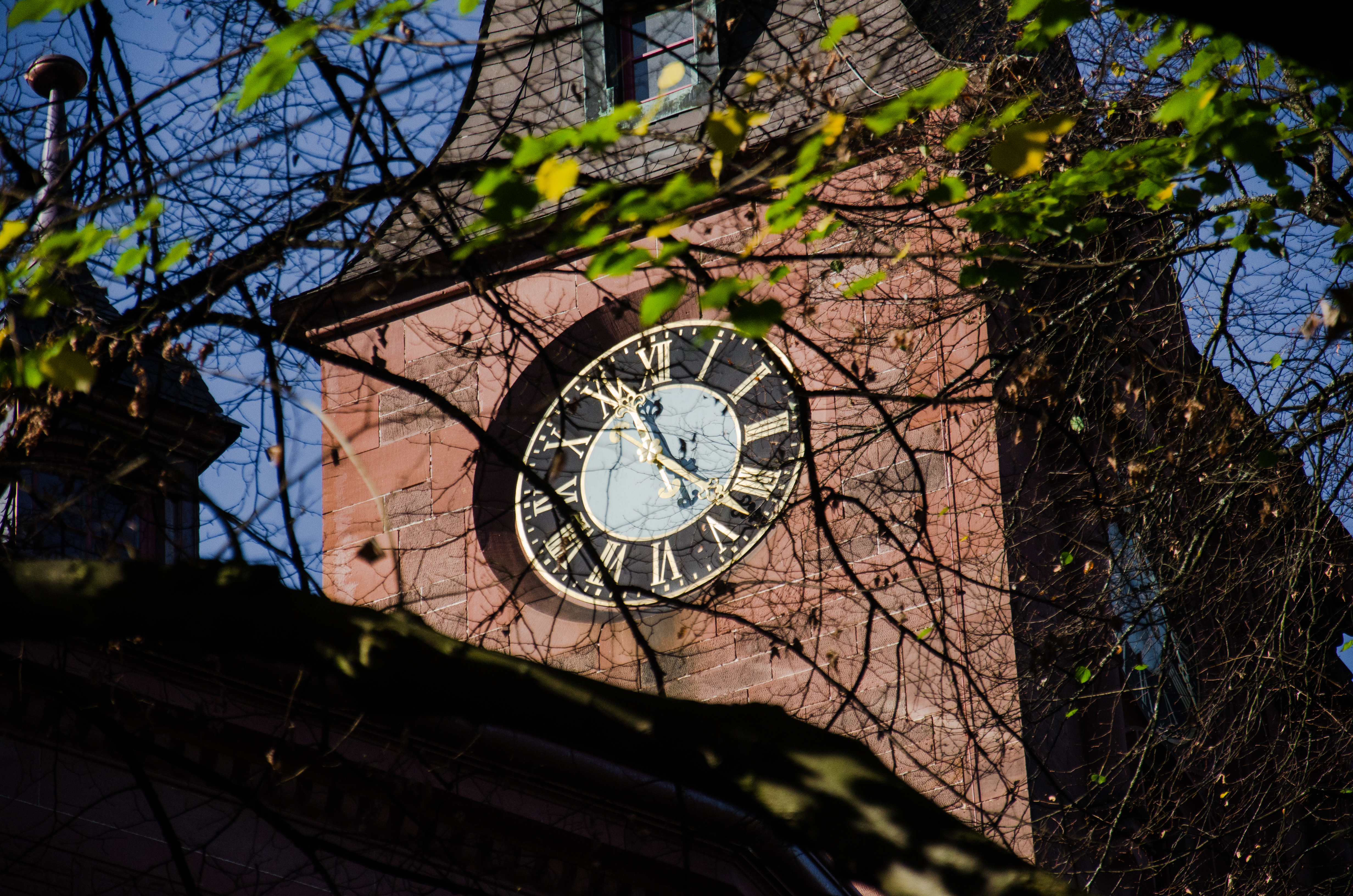
Turmuhr – Nordseite
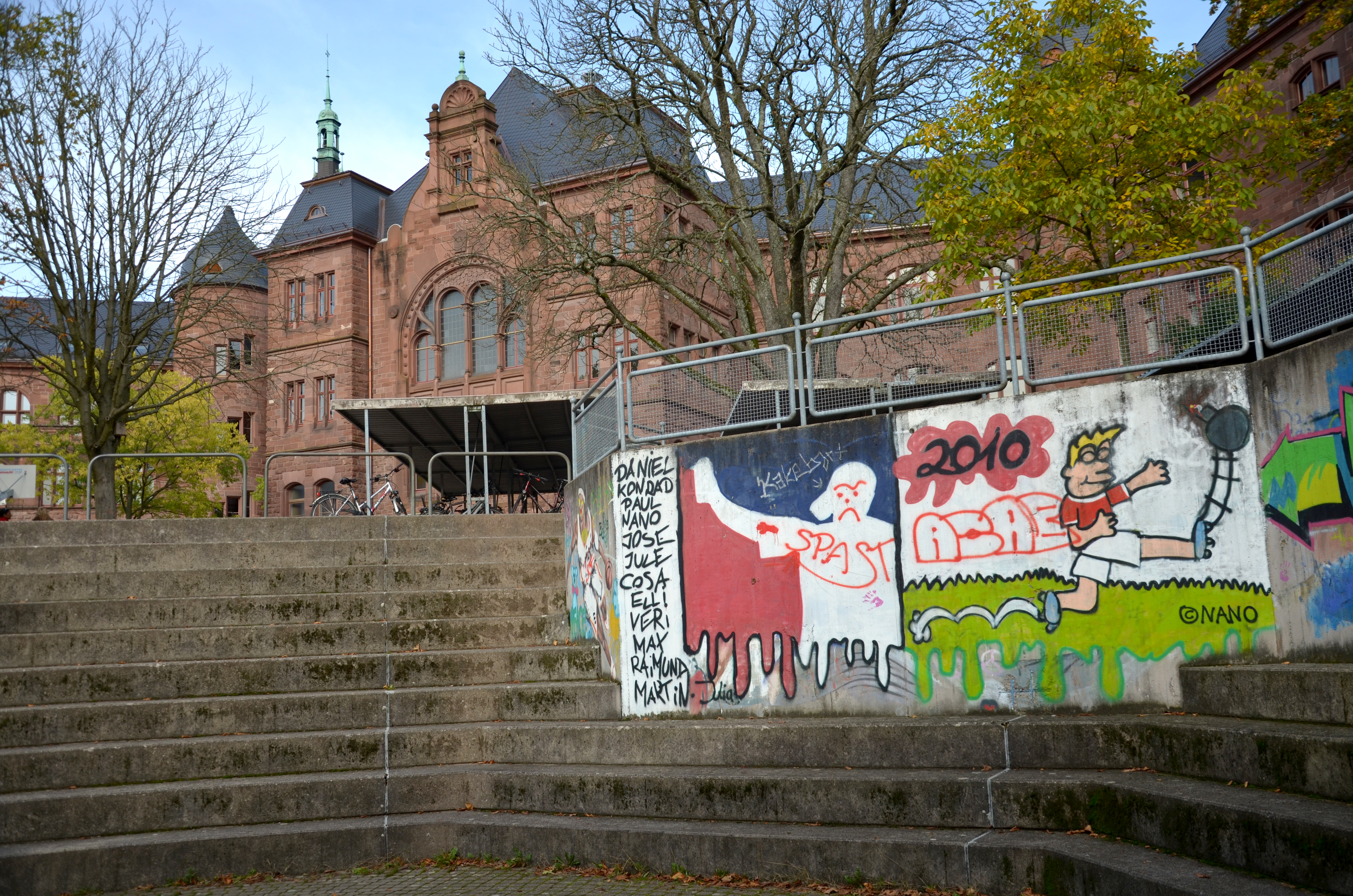
Südseite mit Schulhof
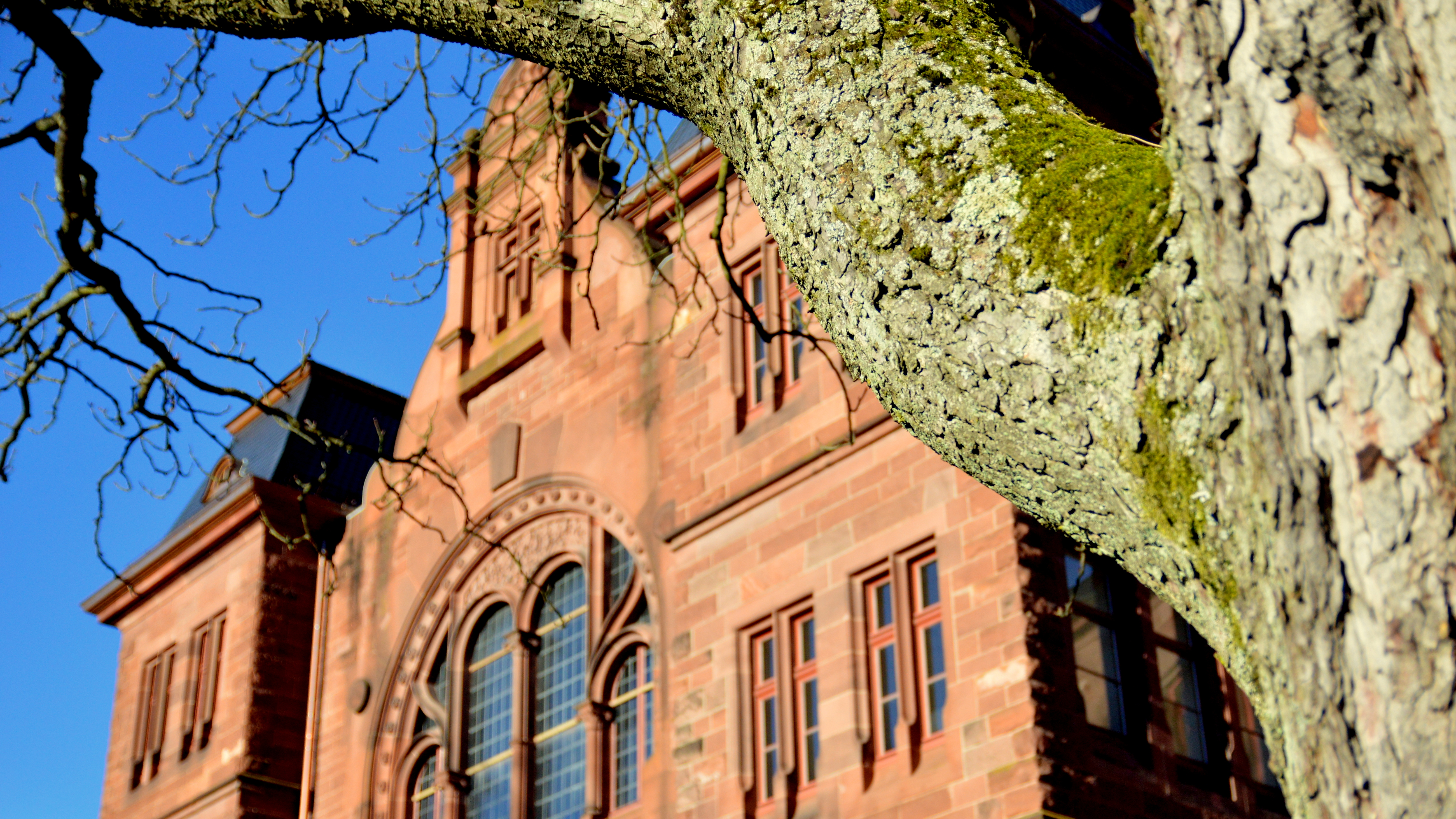
Südseite

Noch während der Diskussion im Stadtrat über einen geeigneten Bauplatz zu Beginn des 20. Jahrhunderts beauftragte man den angesehenen Architekten Josef Durm aus Karlsruhe mit dem Bau der neuen Schule.

### Schulhaus von Josef Durm

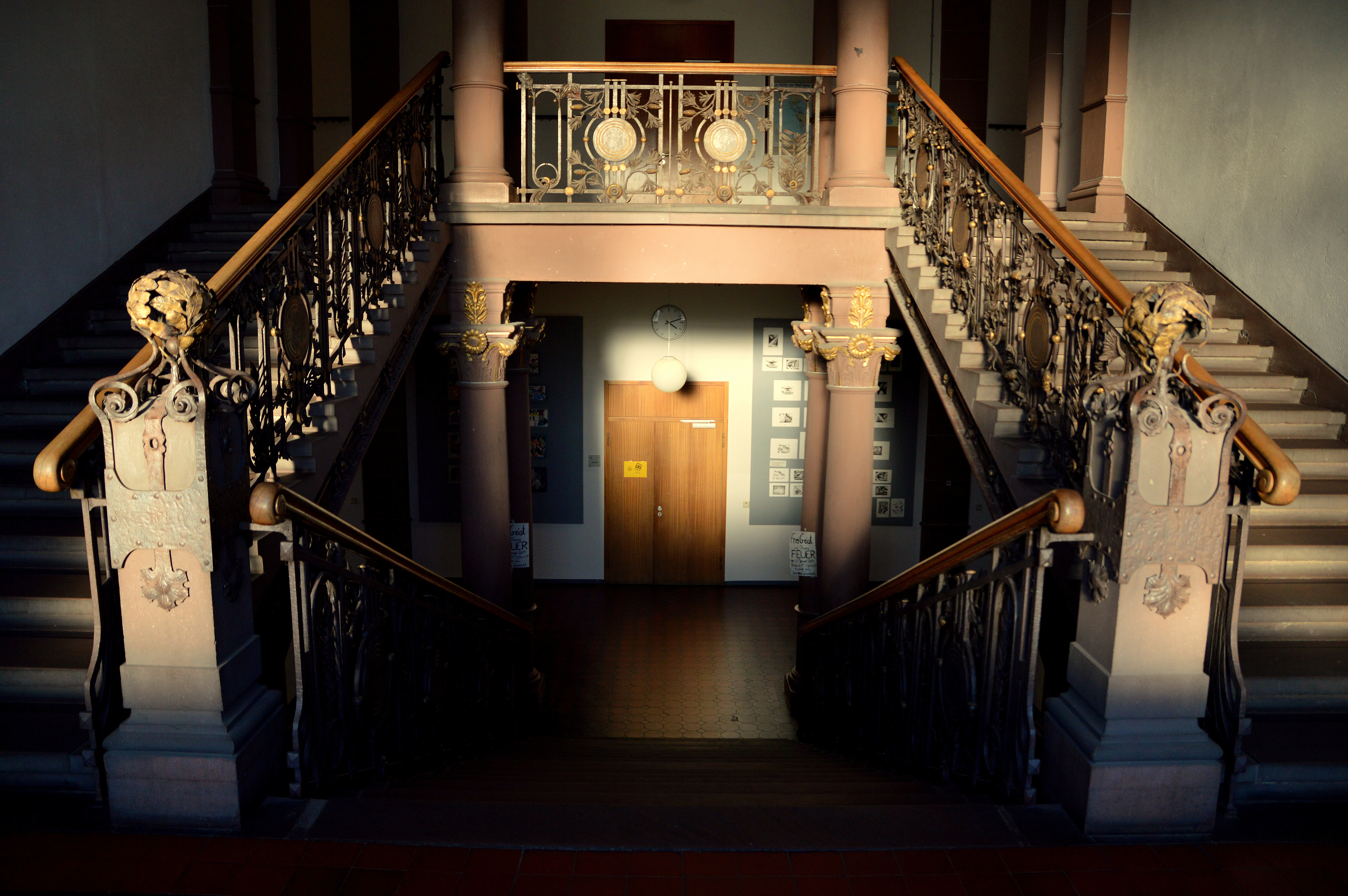
Friedrich-Gymnasium, Treppenhaus

Durm entwarf für das neue Gymnasium am Aschoffplatz ein bemerkenswertes, dem Baugelände angepasstes Gebäude aus rotem Sandstein mit architektonischen Stilelementen der so genannten Französischen Frührenaissance mit zahlreichen plastischen Ornamenten und goldenen Verzierungen. Die Freiburger Zeitung bemängelte damals Durms großzügige Bemessung des Gebäudes als so üppig, „dass für jeden Schüler über 3,5 Kubikmeter Luftraum zur Verfügung stehen (das preußische Unterrichtsministerium fordert nur 2,25 Kubikmeter für jedes Schulkind).“ Der erste Kostenvoranschlag des Architekten wurde zunächst abgelehnt, so dass die Größe einiger Räume reduziert wurde und weitere geplante Zimmer gestrichen wurden, bis sich die Bausumme inklusive Bauplatz schließlich auf 898.266,08 Mark belief. Diese Einschränkungen wurden an anderer Stelle missbilligend aufgenommen, so äußerte sich der damalige badische Ministerpräsident Wilhelm Nokk: „Ein Bauplan sei kein Gummiball, den man nach Belieben auseinanderziehen oder zusammendrücken könne.“ Trotzdem blieb die Ausstattung sehr aufwändig und modern, so installierte man eine Dampfheizung und in allen Räumen (ausgenommen die Klassenzimmer, die konventionelle Gaslampen erhielten) elektrische Beleuchtung. Für das Treppenhaus schaffte man einen Kronleuchter an. Dieser ist dem Schulgebäude ebenso erhalten geblieben wie die verspielten Jugendstil-Verzierungen im Treppenhaus und auf den Treppengeländern, die nach präzisen Vorgaben Durms angefertigt wurden. Durm beauftragte ferner den Freiburger Bildhauer Julius Seitz mit der Fertigung der Sandsteinfiguren, Wasserspeier und Medaillons über der Eingangsfassade des Friedrich-Gymnasiums.

### Buntglasgemälde Schlacht bei Sempach von Fritz Geiges
Ein bemerkenswertes Detail des Gebäudes stellte das monumentale Buntglasfenster von Fritz Geiges im Treppenhaus zur Hofseite dar, das im Zweiten Weltkrieg zerstört wurde. Geiges, zu seiner Zeit ein bekannter Freiburger Glasmaler, bildete an zentraler Stelle der Schule eine Schlüsselszene aus der Schlacht bei Sempach ab. Eine aus Freiburger Sicht zentrale Rolle spielte in der realisierten Figurenkomposition die Gestalt Martin Malterers, damals ein Freiburger Patrizier. Er steht in der Darstellung im Friedrich-Gymnasium im Bildmittelpunkt mit dem Freiburger Stadtbanner in der Hand, schützend den Leichnam von Leopold III. von Habsburg bewachend, der in der Schlacht gefallen war. Das Glasgemälde stand für die Verbundenheit des Hauses Baden mit der Habsburger Dynastie, gleichzeitig bot die heldenhafte Überhöhung der Person Malterers den Schülern, die an der Darstellung tagtäglich vorbeiliefen, das Vorbild des tugendhaften, seinem Herrscher bis in den Tod treu ergebenen Untertanen. 2013 wurde eine digital rekonstruierte und rekolorierte Animation des Buntglasgemäldes in einer Schülerarbeit mit der 3D-Grafiksoftware Blender erstellt. Basis hierfür waren erhaltene Entwürfe von Fritz Geiges.

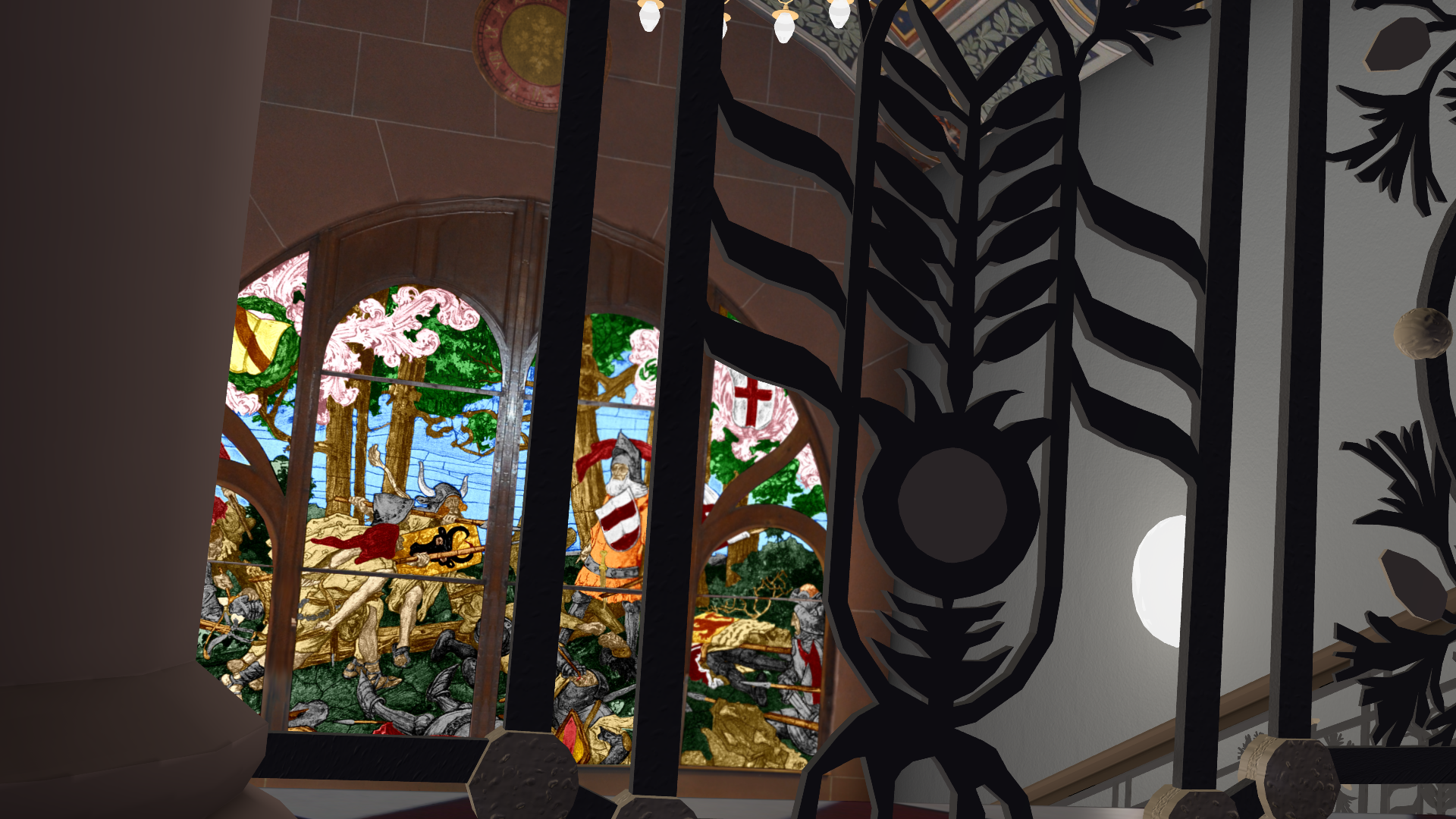
Rekonstruktion des Originalzustands vor 1945
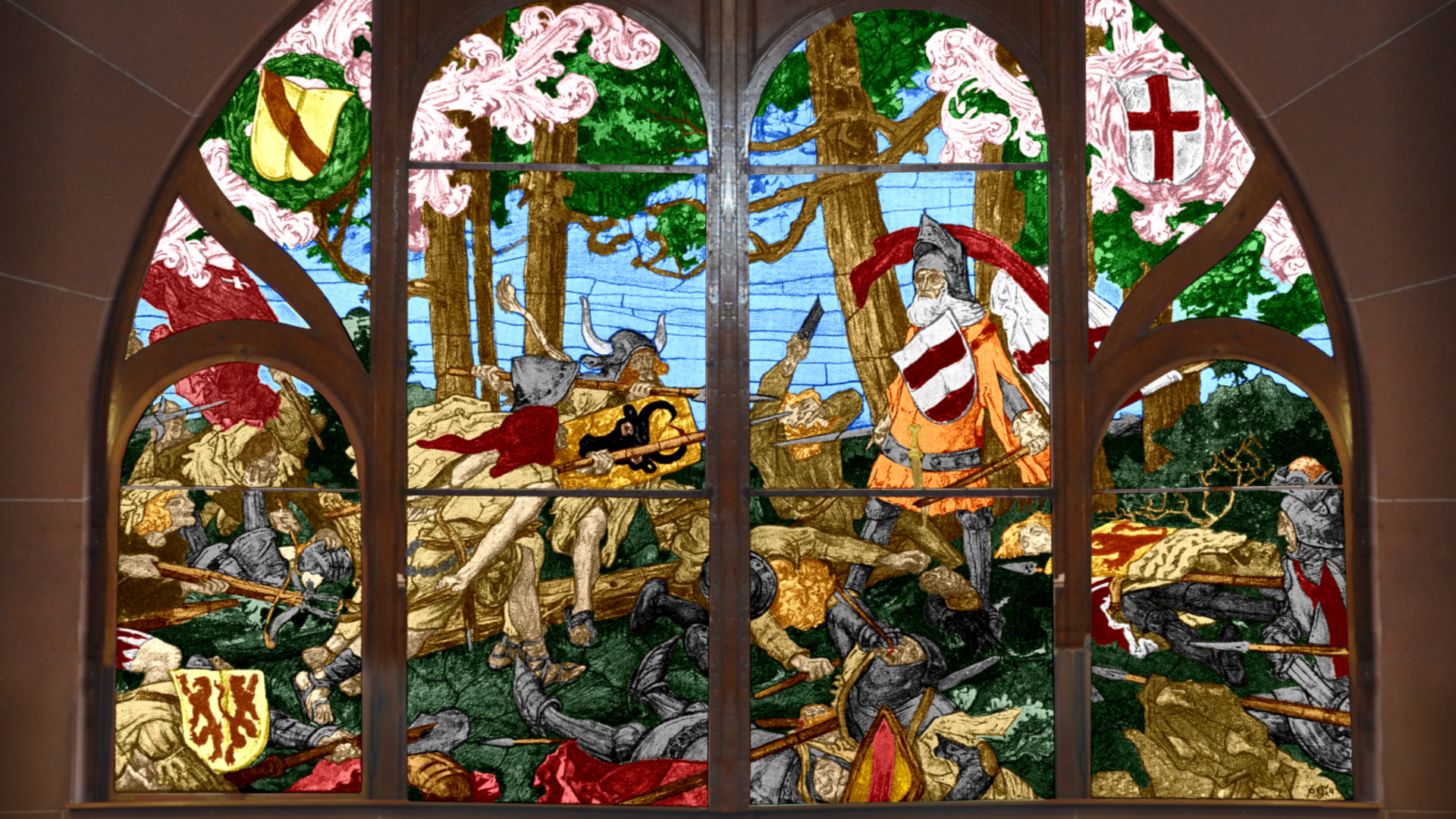
„Schlacht bei Sempach“ (rekoloriertes Glasgemälde von Fritz Geiges)
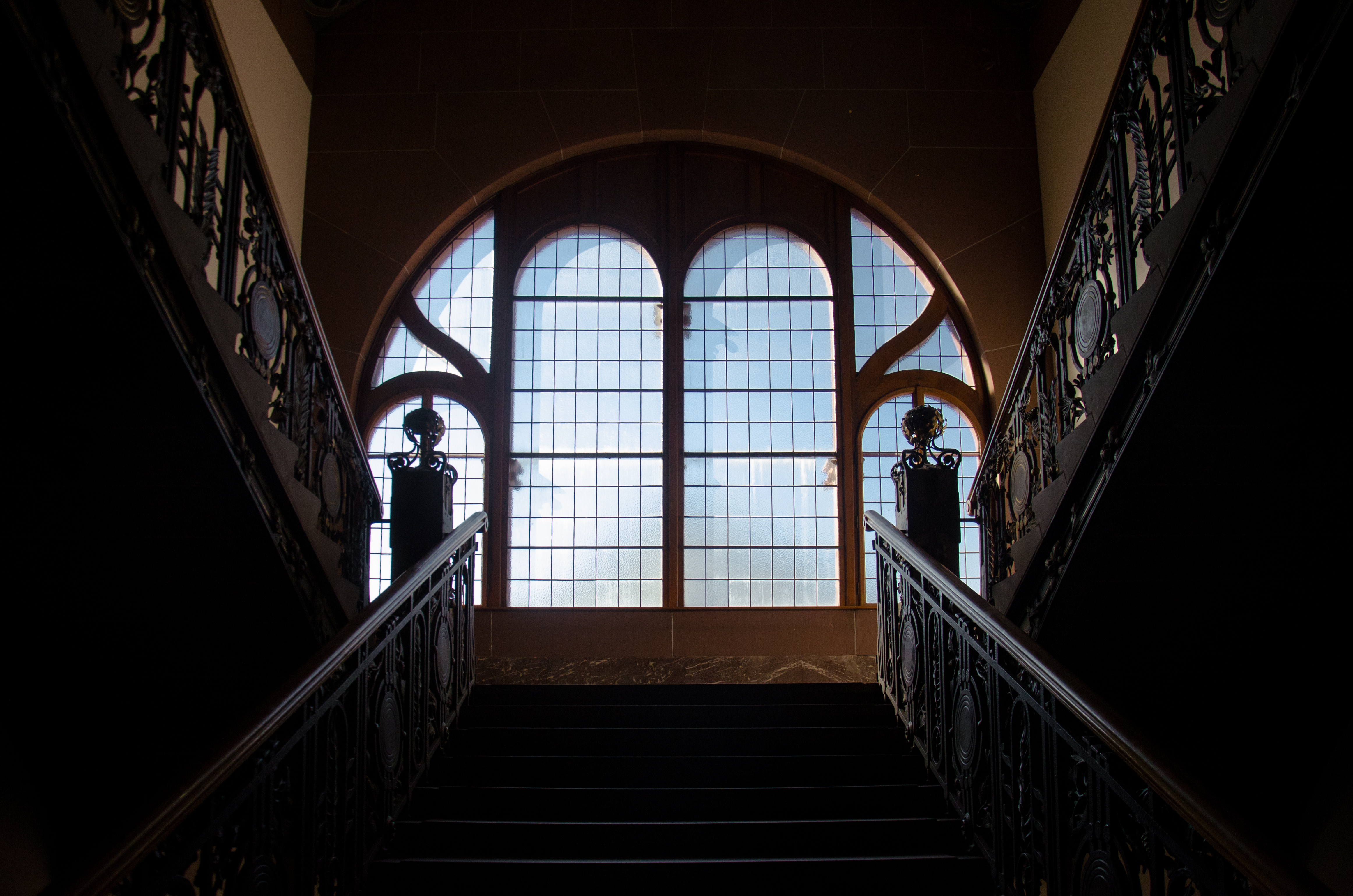
Treppenhaus des Friedrich-Gymnasiums nach 1945

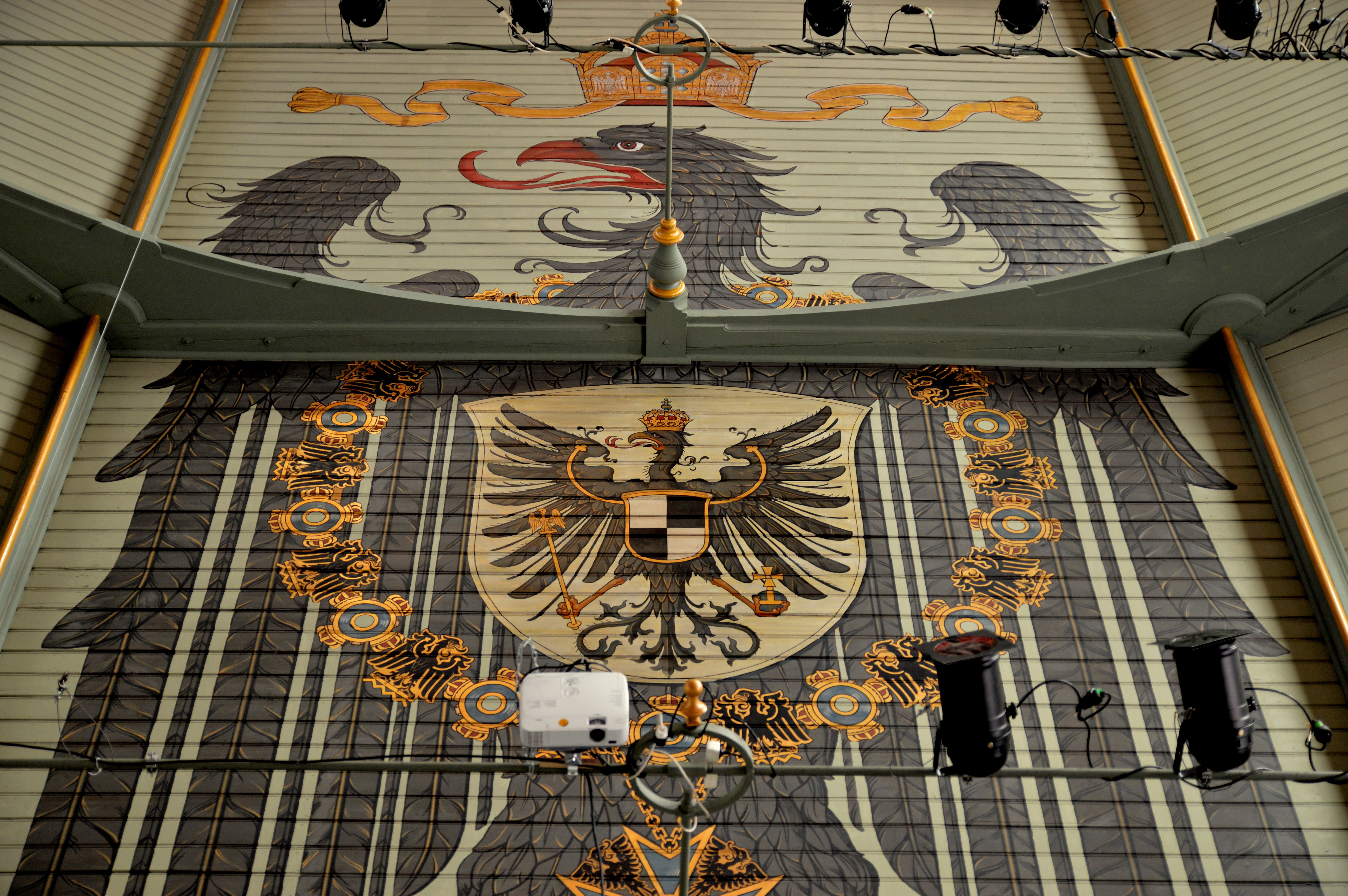
Preußischer Reichsadler mit Wappen der Hohenzollern – Aula-Deckengemälde

### Aula des Friedrich-Gymnasiums
Ähnliche, ebenfalls von Geiges angefertigte Buntglasfenster, wenn auch mit weniger ausdrucksstarken Motiven, befanden sich bis zum Ende des Zweiten Weltkriegs auch an der Hofseite des Flures und in der Aula der Schule. Die farbigen Verglasungen waren geschmückt mit den Wappen der deutschen Bundesstaaten, das Fenster an der Stirnseite zierte das badische Wappen mit Krone und Greif. Ein charakteristisches architektonisches Detail der Aula ist die Deckenbemalung, die fast die gesamte Decke einnimmt und bis heute geblieben ist. Sie zeigt den Reichsadler, was in einer öffentlichen badischen Institution Anfang des zwanzigsten Jahrhunderts durch die Mitgliedschaft Badens im deutschen Kaiserreich und die gute Beziehung zu Preußen, nicht zuletzt gestärkt durch die Unterstützung Badens durch preußische Truppen in der Badischen Revolution 1848/49 zu erklären ist. Hinzu kam, dass die Gattin von Friedrich I., Großherzogin Luise, die Tochter des ersten Deutschen Kaisers Wilhelm I. war, es also auch enge verwandtschaftliche Beziehungen zwischen den Häusern Baden und Preußen gab. Prinzessin Luise von Preußen war ein Mitglied des Hauses Hohenzollern, auf das zusätzlich der weiß-schwarz gevierte Wappenschild der Hohenzollern auf der Brust des Reichsadlers hinweist.
Der preußische Reichsadler war nicht immer unumstritten. Anfang der 1960er Jahre entschied das Kollegium der Schule fast einstimmig, das aus seiner Sicht martialische Symbol einer vergangenen, politisch fragwürdigen Ära entfernen zu lassen. Nach kontroverser Diskussion entschied allerdings das Bürgermeisteramt im Jahr 1960 zugunsten des Kunstausschusses Freiburg, der den Adler erhalten und aufwendig restaurieren lassen wollte, was dann auch umgesetzt wurde. 2014 und 2015 wurde die Aula umfassend saniert und die technische Infrastruktur modernisiert.

### Anbindung
Das Friedrich-Gymnasium befindet sich zwischen den Haltestellen Tennenbacher Straße und Hauptstraße der Straßenbahnlinie 3. Die Bushaltestelle Immentalstraße der Linie 27 befindet sich ca. 300 m entfernt. An der Habsburger Straße befindet sich eine Station des Fahrradverleihsystems Frelo.

## Pädagogisches Selbstverständnis und Schulprofil
Das Friedrich-Gymnasium definiert sich im Schulprofil als „ein modernes humanistisches Gymnasium mit altsprachlichem, neusprachlichem und naturwissenschaftlichem Profil“, das als Schwerpunkte die soziale und die musisch-künstlerische Bildung und die Verbindung von sprachlichem und naturwissenschaftlichem Zweig fördert. Auch über ein Jahrhundert nach seiner Gründung ist das Friedrich-Gymnasium eine humanistische Schule, wurde aber gleichwohl im Schuljahr 2016/17 durch das baden-württembergische Ministerium für Kultus, Jugend und Sport als »MINT-freundliche Schule« ausgezeichnet. Als Schule mit offenem Ganztagsangebot verfügt das Friedrich-Gymnasium gegenwärtig über ein Kollegium von etwa 60 Lehrern. Die Schülerschaft von etwa 500 Schülern kommt zum Teil aus den städtischen Wohnbezirken hauptsächlich von Freiburg Zentrum, Nord und West, zum Teil auch aus den Umlandgemeinden bis ins Elztal und zum Kaiserstuhl.

### Sprachenfolge und Profile
Die Schüler des Friedrich-Gymnasiums können in Klasse 5 gleichzeitig mit den Fächern Latein und Englisch beginnen, die sie in den ersten drei Jahren ausschließlich lernen (Biberacher Modell). Latein wird dabei in Klasse 5 mit 5 Wochenstunden und Englisch mit 3 Wochenstunden unterrichtet. Ab dem Schuljahr 2017/18 können Fünftklässler außerdem optional mit Englisch ab Klasse 5 und Latein ab Klasse 6 beginnen (Sukzessiver Zug).
Ende der 7. Klasse erfolgt die Wahl eines der drei individuellen Profile für die nächsten drei Jahre:
1. altsprachliches Profil mit Altgriechisch
2. neusprachliches Profil mit Französisch
3. naturwissenschaftliches Profil mit „Naturwissenschaft und Technik“ (NwT)

Bei Wahl von Altgriechisch oder NwT kann am Ende der 10. Klasse nach bestandener Latinumsprüfung Latein abgewählt und stattdessen Französisch „spätbeginnend“ (so genanntes F2) bis zum Abitur belegt werden. Im ersten Fall, d. h. bei der Wahl von Altgriechisch ab Klasse 8 und Französisch ab Klasse 10, erlernen die Schüler zwei alte und zwei neue Sprachen, insgesamt also vier Sprachen. Dieser Schulzweig wird in Baden-Württemberg als Europäisches Gymnasium bezeichnet. Das Friedrich-Gymnasium vergibt in Verbindung mit dem Zeugnis der allgemeinen Hochschulreife das Zertifikat „Absolvent/in des Europäischen Gymnasiums. Seit dem neuen Lehrplan wird im Fach NwT nur noch Technik angeboten“.
In der Oberstufe werden einzelne Kurse gemeinsam mit dem Droste-Hülshoff-Gymnasium unterrichtet, sodass trotz der verhältnismäßig geringen Schülerzahl eine vielfältige Wahlmöglichkeit von Fächern aus Pflicht- und Wahlbereich gegeben ist.

### Musikgymnasium

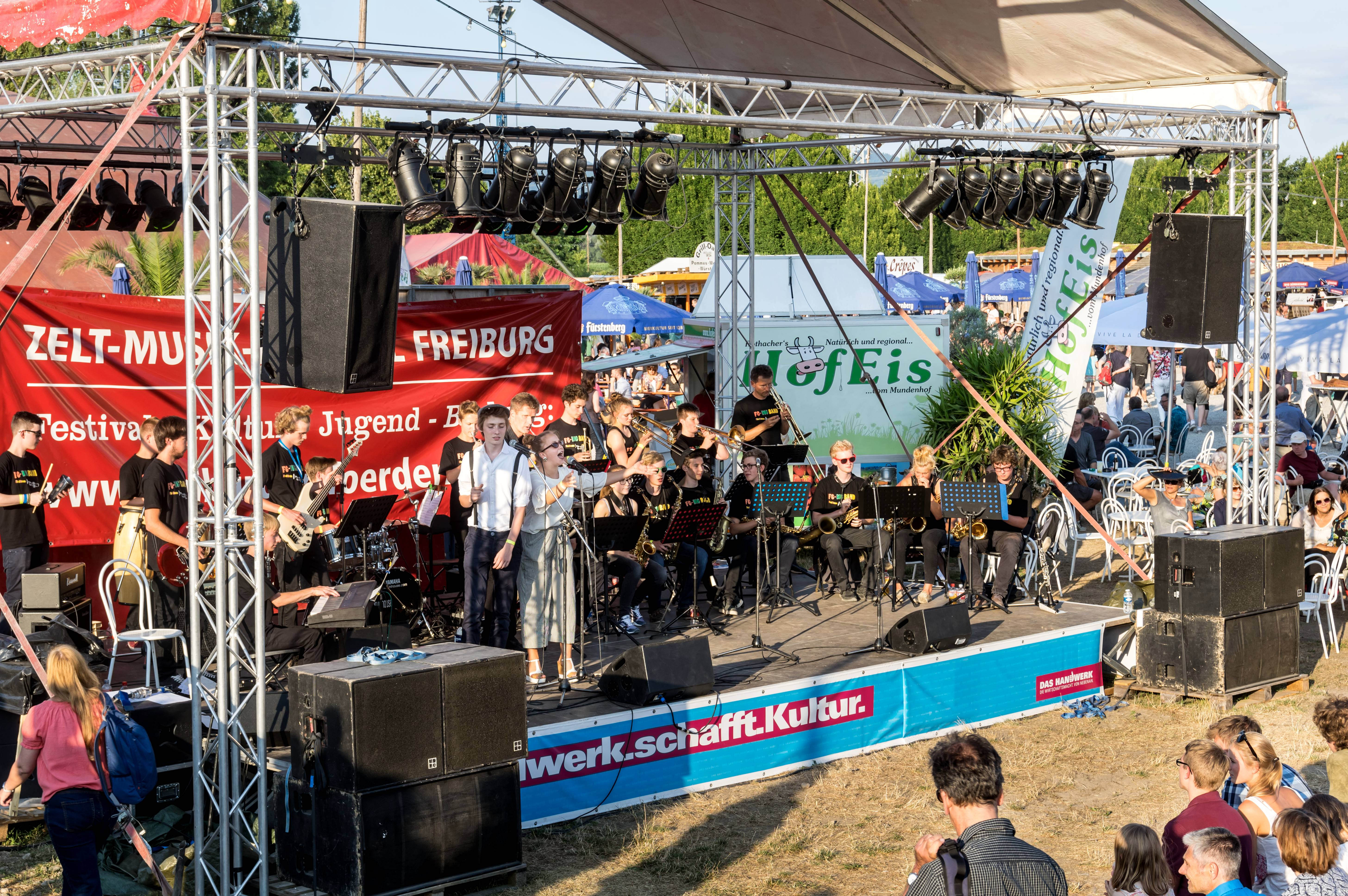
Die Big Band „Final Groove“ des Gymnasiums auf dem ZMF 2015

Im Schuljahr 2022/2023 wurde am Friedrich-Gymnasium eigens ein Musikgymnasium für Kinder und Jugendliche eingerichtet, die musikalische Hochleistungen erbringen und nach absolvierter Eingangsprüfung ins Musikgymnasium aufgenommen werden können. Die Integration der jungen Musikerinnen und Musiker in das allgemeine Schulleben ist wesentlicher Bestandteil des Musikgymnasiums, das keinen eigenen, isolierten Zug darstellt. Dem Musikgymnasium geht es um die enge Verzahnung von schulischem Unterricht mit der musikalischen Exzellenz-Förderung an der Hochschule für Musik Freiburg (HfM) und dem Netzwerk der Freiburger Akademie zur Begabtenförderung (FAB), also den Musikschulen Freiburgs und der Region, der Pflüger-Stiftung sowie freiberuflich Lehrenden.
Musik ist integraler Bestandteil des schulischen Selbstverständnisses. Das Friedrich-Gymnasium verfügt über ein eigenes Orchester, eine Bigband, eine Lehrerband, einen Chor und einen Unterstufenchor. Gemeinsam wird alljährlich in der Kirche St. Konrad und Elisabeth in Freiburg-Brühl das traditionelle klassische Weihnachtskonzert veranstaltet. Im Frühjahr und im Sommer finden Konzerte der Bigband Final Groove, des Popchors statt, hin und wieder auch Schüler-Lehrer-Rockkonzerte unter der Beteiligung der Lehrerband FOLL GUT. Regelmäßig lud die Schule auch die Bürger des Stadtteils Herdern zur Herdermer Klassik Soirée & Jazz Night ein. Neben dem Schulorchester, der Bigband und dem Popchor treten dort auch externe Ensembles, Eltern und Freunde der Schule musikalisch in Erscheinung. 2015 wurde das Friedrich-Gymnasium Partner des EU-Förderprojektes Musik kreativ+, das neue Wege der musikalischen Bildung an europäischen Schulen erarbeitete und mit EU-Mitteln in Höhe von knapp 340.000 Euro gefördert wurde.

## Sparten und Schwerpunkte

### Digitale Modellschule
Im Schuljahr 2016/17 wurde Physiklehrer Patrick Bronner in der Kategorie Unterricht innovativ von der Vodafone Stiftung Deutschland und dem Deutschen Philologenverband für sein Projekt Smartphones und Tablets im Unterricht? der Deutsche Lehrerpreis verliehen.
Das Gutachten sprach von einem „Paradigmenwechsel […], weg von der „Verteufelung“ des Smartphones, hin zum praktischen Lern- und Arbeitswerkzeug.“ Das Ministerium für Kultus, Jugend und Sport Baden-Württemberg beteiligte daraufhin das Friedrich-Gymnasium Freiburg beginnend mit dem Schuljahr 2017/18 als eines von insgesamt 18 Gymnasien am Schulversuch Tablets am Gymnasium, in dem untersucht wird, unter welchen Voraussetzungen digitale Endgeräte Lernprozesse fördern können. Mit bewilligten Fördermitteln durch das Kultusministerium, die Stadt Freiburg und die Schule selbst setzte das Friedrich-Gymnasium ein fünfschrittiges Medienkonzept um, das digitalen Unterricht in Schule und Klassenzimmern implementiert.

### Dokumentarfilmwerkstatt
Oberstufenschüler haben die Möglichkeit, in Seminarkursen dokumentarisches Arbeiten im Film zu belegen. Das Friedrich-Gymnasium kooperiert dabei mit dem Haus des Dokumentarfilms Stuttgart und veranstaltet Workshops mit Mediengestaltern, Redakteuren und Filmemachern. In den Schuljahren 2013/14, 2015/16, 2017/18, 2019/20 und 2024/25 wurde die Dokumentarfilmwerkstatt der Schule, das Projekt SEMINARKURS DOKUMENTARFILM in die Filmförderung Baden-Württemberg aufgenommen. Im Schuljahr 2014/15 wurde die medienpädagogische Arbeit des Friedrich-Gymnasiums durch die Initiative Kindermedienland des Staatsministeriums Baden-Württemberg ausgezeichnet.

### Theater
Das Schultheater des Friedrich-Gymnasiums blickt auf eine lange Tradition zurück. Es existieren eine Theater-AG und eine Unterstufentheater-AG. Im Jahr 1922 fand die erste Schüleraufführung statt, gegeben wurde Die Perser von Aischylos. Von 1969 an brachte der damalige Theater-Club regelmäßig Vorstellungen auf die Schulbühne.

### Soziales Lernen
Das soziale Lernen ist am Friedrich-Gymnasiums verankert in der Erlebnispädagogik in Klasse 8 und dem zweiwöchigen Compassion-Praktikum in sozialen Einrichtungen in der Kursstufe 1. Seit dem Schuljahr 2016/2017 gibt es eine Schulsozialarbeiterin in Trägerschaft des IN-VIA-Verbands der Erzdiözese Freiburg.

### Schülerwettbewerbe
Schüler des Friedrich-Gymnasiums beteiligen sich erfolgreich an verschiedenen Schülerwettbewerben. Hervorzuheben ist hierbei der Wettbewerb Jugend forscht, in dem die Schule besonders aktiv ist und 2010 mit einem Schulpreis auf Bundesebene ausgezeichnet wurde.

## Schulpartnerschaften
Das Friedrich-Gymnasium unterhält eine Schulpartnerschaft und regelmäßige Schüleraustausche mit Griechenland.
- Athen, Kosteas-Geitonas-Schule

## Förderverein des Friedrich-Gymnasiums
Der 1975 gegründete Verein der Freunde des Friedrich-Gymnasiums e. V. hat sich laut seiner Satzung zur Aufgabe gestellt, das Friedrich-Gymnasium Freiburg ideell und materiell zu unterstützen. Die Förderung gilt der wissenschaftlichen und sportlichen Einrichtungen der Schule sowie bedürftigen Schülern im Rahmen der Jugendfürsorge. Von den zur Verfügung stehenden Mitteln werden unter anderem Schüleraustausche, Studienfahrten, Arbeitsgemeinschaften wie Theater, Big Band, Chor und der Schulsport gefördert. Daneben werden auch notwendige Anschaffungen der Schule unterstützt, die allein mit schulischen Mitteln nicht finanzierbar wären.

## Persönlichkeiten

### Schulleiter des Friedrich-Gymnasiums
- Jakob Sitzler (* 1851; † 1927), Direktor 1904–1917
- Friedrich Emlein (* 1851; † 1933), Direktor 1917–1919
- Johann Rudolf Asmus (* 1863; † 1924), Direktor 1919–1920
- N. Heß, Direktor 1920–1921
- August Hausrath (* 1865; † 1944), Direktor 1921–1930
- Karl Dürr, Direktor 1930–1934
- F. J. Köbele, Direktor 1934–1936
- Ernst-Christoph Brühler (* 1891; † 1961), Direktor 1936–1943 / Oberstudiendirektor (seit 1938)
- Hermann Sailer, Oberstudiendirektor 1944–1945
- Max Breithaupt (* 1888; † 1965), Oberstudiendirektor 1943–1954, Leiter des Vereinigten Humanistischen Gymnasiums Freiburg, 1948 umbenannt in Berthold-Gymnasium
- Joseph Klek (* 1895; † 1971), Oberstudiendirektor 1954–1962, Leiter des Berthold-Gymnasium (ehemals Friedrich-Gymnasium), ab 1958 des neuen Berthold-Gymnasiums
- Berthold Ruff, Oberstudiendirektor 1962–1975 am neuen Berthold-Gymnasium
- Josef Uez, Oberstudienrat / Studiendirektor und Geschäftsführender Schulleiter der Abteilung Herdern des Berthold-Gymnasiums 1964–1965
- Erich Seyfarth, Oberstudiendirektor am (selbständigen) Friedrich-Gymnasium 1965–1971
- Peter Huggle, Oberstudiendirektor 1972–1993
- Peter Hahlbrock, Oberstudiendirektor 1993–2003
- Erich Schmitz, Oberstudiendirektor 2003–2011
- Wolfgang Jäger, Oberstudiendirektor 2011–2013
- Jutta Winnes-Goller, Studiendirektorin, 2013–2015
- Stefan Gönnheimer, Oberstudiendirektor

### Ehemalige Schüler
- Josef Zettler (1886–nach 1952), Veterinär
- Otto Karrer (1888–1976), katholischer Theologe
- Franz Schneller (1889–1968), Dramaturg, Regisseur, Schriftsteller
- Augustin Schuldis (1891–1954), Priester
- Hans Kraske (1893–1976), Chirurg
- Hermann Otto Sleumer (1906–1993), Botaniker
- Max Müller (1906–1994), Philosoph
- Gerbert Mutter (1922–1989), Komponist
- Bernhard Schlippe (1922–1998), Architekt und Denkmalpfleger
- Friedrich Wilhelm von Hohenzollern (1924–2010), Industrieller
- Joachim Fest (1926–2006), Journalist, Historiker, Herausgeber[53]
- Franz Gutmann (1928–2024), Bildhauer
- Felix Stilz (1928–2017), Steuerberater
- Alexander Böhm (1929–2006), Rechtswissenschaftler und Kriminologe
- Hans Maier (* 1931), Politikwissenschaftler, Publizist und Politiker[54]
- Christoph Meckel (1935–2020), Schriftsteller und Grafiker
- Wolfgang Huber (* 1942), evangelischer Theologe, ehem. Ratsvorsitzender der Evangelischen Kirche in Deutschland
- Christoph Bayer (* 1948), Politiker
- Ellis E. Huber (* 1949), Gesundheitspolitiker
- Matern von Marschall (* 1962), Politiker
- Susanne Kreusch (* 1969), Mezzosopran
- Johanna Wokalek (* 1975), Theater- und Filmschauspielerin
- Annika Murjahn (* 1978), Film- und Fernsehschauspielerin

### Veröffentlichungen zur Geschichte des Friedrich-Gymnasiums (Auswahl)
- Gesche Ahlers (Redaktion): 100 Jahre Friedrich-Gymnasium Freiburg 1904–2004. Freiburg 2004.
- Gesche Ahlers: Kalender Friedrich-Gymnasium. Freiburg im Breisgau 2008.
- Gesche Ahlers (Hrsg.): Unter Adlers Auge. 110 Jahre Friedrich-Gymnasium Freiburg. 3 Bände. Freiburg im Breisgau 2014, ISBN 978-3-00-045801-9; ISBN 978-3-00-045802-6; ISBN 978-3-00-045803-3
- Ulrike Grammbitter: Josef Durm (1837–1919). Eine Einführung in das architektonische Werk. Tuduv, München 1984, ISBN 3-88073-148-9, S. 213–232 (Digitalisat).
- Wolfgang Günter: Das Berthold-Gymnasium zwischen 1807 und 1945, in: Zeitschrift des Breisgau-Geschichtsvereins „Schau-ins-Land“. 120, 2001, S. 169–208 (Digitalisat)
- Ursula Huggle: Ausgelöscht und wiedererstanden. Das Friedrich-Gymnasium von 1904–1968, in: Zeitschrift des Breisgau-Geschichtsvereins „Schau-ins-Land“. 123, 2004, S. 163–192 (Digitalisat).
- Vereinigung ehemaliger Schüler des Berthold-Gymnasiums (Hrsg.): Das Freiburger Berthold-Gymnasium 1958. Festschrift. Freiburg im Breisgau 1958.

### Veröffentlichungen des Friedrich-Gymnasiums
Der offizielle Jahresbericht des Friedrich-Gymnasiums erscheint alljährlich im Herbst und kann über die Schule bezogen werden.
- Jahresberichte [1. Reihe, veröffentlicht]: Großherzogliches Friedrichsgymnasium in Freiburg im Breisgau (Hrsg.): Jahresberichte für die Schuljahre 1904/1905–1928/1929.
- Jahresberichte [2. Reihe, unveröffentlicht]: Friedrich[s]gymnasium Freiburg im Breisgau (Hrsg.): Jahresberichte für die Schuljahre 1929/1930–1943/1944.
- Jahresberichte [3. Reihe, unveröffentlicht]: Gymnasium Freiburg im Breisgau (Hrsg.): Jahresberichte für die Jahre 1948, 1949, 1950.
- Jahresberichte [4. Reihe, veröffentlicht]: Friedrich-Gymnasium Freiburg im Breisgau (Hrsg.): Jahresberichte für die Jahre 1984–1997.
- Jahresberichte [5. Reihe, veröffentlicht.]: Friedrich-Gymnasium Freiburg im Breisgau (Hrsg.): Jahresberichte für die Schuljahre 1998/1999 – (fortlaufend).

Zu drei runden Geburtstagen des Friedrich-Gymnasiums wurden Festschriften herausgegeben.
- Friedrich-Gymnasium (Hrsg.): 25 Jahre Friedrich-Gymnasium Freiburg. Festschrift. Freiburg im Breisgau 1929.
- Friedrich-Gymnasium (Hrsg.): 75 Jahre Friedrichs-Gymnasium Freiburg. Festschrift. Freiburg im Breisgau 1979.
- Friedrich-Gymnasium (Hrsg.): 100 Jahre Friedrich-Gymnasium Freiburg. Festschrift. Freiburg im Breisgau 2004.

- Im Wandel der Zeit. Die Geschichte des Friedrich-Gymnasiums Freiburg im Dokumentarfilm. Friedrich-Gymnasium, Freiburg im Breisgau 2013 (DVD).

### Schülerzeitungen des Friedrich-Gymnasiums
- Schmierfink
- SINCERITAS
- ANSTOSS
- FriZe
- FG-Print

## Archivalische Quellen
- Archiv des Friedrich-Gymnasiums Freiburg
- Stadtarchiv Freiburg
  - Signatur N 4/10 Friedrich-Gymnasium (Laufzeit von 1899 bis 1955), PDF
- Staatsarchiv Freiburg
  - Signatur B 473/1
  - Signatur B 473/2
  - Signatur G 786/4 Nr. 1554
  - Signatur G 786/4 Nr. 1125
  - Signatur G 786/4 Nr. 1124
  - Signatur G 786/4 Nr. 1612
  - Signatur P 303/4
  - Signatur P 431
- Generallandesarchiv Karlsruhe
  - Signatur 235/15421
  - Signatur 76/10441
  - Signatur 235/13818